# Lijst van rijksmonumenten in Maastricht
De stad Maastricht telt 1.682 inschrijvingen in het rijksmonumentenregister. Dit is na de gemeente Amsterdam het hoogste aantal in Nederland.

## Straten met de meeste monumenten
| Straat                        | Aantal rijksmonumenten | Wijk               | Buurt                                           |
| ----------------------------- | ---------------------- | ------------------ | ----------------------------------------------- |
| Rechtstraat                   | 81                     | Centrum            | Wyck                                            |
| Brusselsestraat               | 70                     | Centrum            | Statenkwartier, Kommelkwartier                  |
| Boschstraat                   | 69                     | Centrum            | Statenkwartier, Boschstraatkwartier             |
| Markt                         | 63                     | Centrum            | Binnenstad, Statenkwartier, Boschstraatkwartier |
| Hoogbrugstraat                | 60                     | Centrum            | Wyck                                            |
| Tongersestraat                | 53                     | Centrum            | Jekerkwartier, Kommelkwartier                   |
| Grote Gracht                  | 52                     | Centrum            | Binnenstad, Statenkwartier                      |
| Stokstraat                    | 43                     | Centrum            | Binnenstad                                      |
| Muntstraat                    | 43                     | Centrum            | Binnenstad                                      |
| Vrijthof                      | 38                     | Centrum            | Binnenstad                                      |
| Grote Staat                   | 35                     | Centrum            | Binnenstad                                      |
| Bredestraat                   | 30                     | Centrum            | Binnenstad                                      |
| Bogaardenstraat               | 25                     | Centrum            | Statenkwartier                                  |
| Kapoenstraat                  | 24                     | Centrum            | Binnenstad, Jekerkwartier                       |
| Lenculenstraat                | 23                     | Centrum            | Binnenstad, Jekerkwartier                       |
| Achter het Vleeshuis          | 23                     | Centrum            | Binnenstad                                      |
| Sint Bernardusstraat          | 21                     | Centrum            | Jekerkwartier                                   |
| Wolfstraat                    | 21                     | Centrum            | Binnenstad                                      |
| Kleine Gracht                 | 20                     | Centrum            | Boschstraatkwartier                             |
| Nieuwstraat                   | 20                     | Centrum            | Binnenstad                                      |
| Sint Servaasklooster          | 20                     | Centrum            | Binnenstad, Kommelwartier                       |
| Van Hasseltkade               | 20                     | Centrum            | Boschstraatkwartier                             |
| Grote Looiersstraat           | 19                     | Centrum            | Jekerkwartier                                   |
| Sint Pieterstraat             | 19                     | Centrum            | Jekerkwartier                                   |
| Cannerweg                     | 17                     | West, Zuid-West    | Biesland, Sint Pieter                           |
| Capucijnenstraat              | 17                     | Centrum            | Statenkwartier                                  |
| Kesselskade                   | 17                     | Centrum            | Binnenstad                                      |
| Lage Kanaaldijk               | 16                     | Zuid-west          | Villapark, Sint Pieter                          |
| Kleine Staat                  | 16                     | Centrum            | Binnenstad                                      |
| Platielstraat                 | 16                     | Centrum            | Binnenstad                                      |
| Tongerseweg                   | 16                     | West, Zuid-West    | Mariaberg, Biesland, Daalhof, Campagne          |
| Onze Lieve Vrouweplein        | 15                     | Centrum            | Binnenstad                                      |
| Spilstraat                    | 15                     | Centrum            | Binnenstad                                      |
| Wethouder van Caldenborghlaan | 15                     | Oost               | Scharn                                          |
| Maastrichter Brugstraat       | 14                     | Centrum            | Binnenstad                                      |
| Wycker Brugstraat             | 14                     | Centrum            | Wyck                                            |
| Jodenstraat                   | 13                     | Centrum            | Binnenstad                                      |
| Wilhelminasingel              | 12                     | Centrum            | Wyck, Sint Maartenspoort                        |
| Kleine Looiersstraat          | 11                     | Centrum            | Jekerkwartier                                   |
| Abtstraat                     | 10                     | Centrum            | Kommelkwartier                                  |
| Koestraat                     | 10                     | Centrum            | Jekerkwartier                                   |
| Sint Lambertuslaan            | 10                     | Centrum, Zuid-west | Jekerkwartier, Villapark                        |
| Keizer Karelplein             | 09                     | Centrum            | Binnenstad                                      |
| Papenstraat                   | 09                     | Centrum            | Binnenstad                                      |
| Stenenbrug                    | 09                     | Centrum            | Jekerkwartier                                   |
| Tafelstraat                   | 09                     | Centrum            | Jekerkwartier                                   |
| Weert                         | 08                     | Noordoost          | Meerssenhoven                                   |

In deze 47 monumentrijke straten liggen in totaal 1.190 rijksmonumenten. Daarnaast telt Maastricht 492 rijksmonumenten aan andere, minder monumentrijke straten. Hieronder volgt een overzicht, opgedeeld in secties per wijk en vervolgens per buurt. Voor de hier gevolgde wijk- en buurtindeling, zie: Wijken en buurten in Maastricht.

## Centrum
De wijk Centrum telt 1.420 rijksmonumenten, verdeeld over de volgende buurten.

### Binnenstad
In de buurt Binnenstad bevinden zich 595 rijksmonumenten. Voor de straten met een grotere concentratie rijksmonumenten, zie de lijsten hieronder. In de zeventien monumentrijke straten die geheel binnen de Binnenstad vallen, bevinden zich 377 rijksmonumenten.
- Stokstraat - 43 rijksmonumenten
- Muntstraat - 43 rijksmonumenten
- Vrijthof - 38 rijksmonumenten
- Grote Staat - 35 rijksmonumenten
- Bredestraat - 30 rijksmonumenten
- Achter het Vleeshuis - 23 rijksmonumenten
- Wolfstraat - 21 rijksmonumenten
- Nieuwstraat - 20 rijksmonumenten
- Kesselskade - 17 rijksmonumenten
- Kleine Staat - 16 rijksmonumenten
- Platielstraat - 16 rijksmonumenten
- Onze Lieve Vrouweplein - 15 rijksmonumenten
- Spilstraat - 15 rijksmonumenten
- Maastrichter Brugstraat - 14 rijksmonumenten
- Jodenstraat - 13 rijksmonumenten
- Keizer Karelplein - 9 rijksmonumenten
- Papenstraat - 9 rijksmonumenten

Vijf straten met in totaal 98 rijksmonumenten liggen deels in de Binnenstad, deels in aangrenzende buurten.
- Markt - 35 rijksmonumenten in Binnenstad
- Grote Gracht - 28 rijksmonumenten in Binnenstad
- Kapoenstraat - 20 rijksmonumenten in Binnenstad
- Lenculenstraat - 10 rijksmonumenten in Binnenstad
- Sint Servaasklooster - 5 rijksmonumenten in Binnenstad

Daarnaast bevinden zich nog 120 rijksmonumenten in andere straten in de Binnenstad. Zie hieronder een overzicht.
| Object | Oorspronkelijke functie?  | Bouwjaar                                            | Architect                                            | Locatie                                                   | Coördinaten?                  | Nr.?   | Afbeelding |
| --- | ------------------------- | --------------------------------------------------- | ---------------------------------------------------- | --------------------------------------------------------- | ----------------------------- | ------ | --- |
| Huis waarvan de lijstgevel een geheel vormt met die van de nrs 4 en 6                                                                                                  | Gebouw                    | 18e eeuw                                            |                                                      | Achter de Comedie 2                                       | 50° 50' 53" NB, 5° 41' 32" OL | 26646  | Meer afbeeldingen |
| Huis waarvan de lijstgevel een geheel vormt met die van het nr 2. Nr 6 met koetspoort en een garageingang                                                              | Woonhuis                  | 18e eeuw                                            |                                                      | Achter de Comedie 4                                       | 50° 50' 53" NB, 5° 41' 32" OL | 26647  | Meer afbeeldingen |
| Overblijfsel van voormalige Jezuietenklooster. | Gebouw                    | 1729                                                |                                                      | Achter de Comedie 8                                       | 50° 50' 54" NB, 5° 41' 32" OL | 26648  | Meer afbeeldingen |
| Overblijfsel van de westvleugel van het voormalige Jezuietenklooster                                                                                                   | Gebouw                    | 1609 (traptoren)                                    |                                                      | Achter de Comedie 14                                      | 50° 50' 53" NB, 5° 41' 31" OL | 26649  | Meer afbeeldingen |
| Zeer ingrijpend gerestaureerd huis, met hardstenen kozijnen, waaruit de kruisen verdwenen zijn en tweelichtkozijnen.                                                   | Gebouw                    |                                                     |                                                      | Sint Amorsplein 1                                         | 50° 50' 56" NB, 5° 41' 27" OL | 26682  | Zeer ingrijpend gerestaureerd huis, met hardstenen kozijnen, waaruit de kruisen verdwenen zijn en tweelichtkozijnen.               |
| Huis met lijstgevel. | Woonhuis                  | 19e eeuw                                            |                                                      | Sint Amorsplein 2                                         | 50° 50' 56" NB, 5° 41' 27" OL | 26683  | Meer afbeeldingen |
| Hoekhuis; de verdieping met puntige ontlastingsbogen, die een mergelband doorsnijden.                                                                                  | Woonhuis                  | 17e eeuw                                            |                                                      | Sint Amorsplein 3                                         | 50° 50' 56" NB, 5° 41' 27" OL | 26684  | Meer afbeeldingen |
| Huis met gevel in de trant der zgn. Maaslandse renaissance, eindigend in hoofdgestel met consoles.                                                                     | Woonhuis                  | 17e eeuw                                            |                                                      | Sint Amorsplein 4                                         | 50° 50' 56" NB, 5° 41' 27" OL | 26685  | Meer afbeeldingen |
| Huis met gevel, in de trant der zgn. Maaslandse renaissance, eindigend in een hoofdgestel met consoles.                                                                | Woonhuis                  | 17e eeuw                                            |                                                      | Sint Amorsplein 6                                         | 50° 50' 56" NB, 5° 41' 26" OL | 26686  | Meer afbeeldingen |
| Huis met gepleisterde lijstgevel. | Woonhuis                  | derde kwart 19e eeuw                                |                                                      | Sint Amorsplein 7                                         | 50° 50' 55" NB, 5° 41' 26" OL | 26687  | Meer afbeeldingen |
| Huis met gepleisterde lijstgevel. | Woonhuis                  | 19e eeuw                                            |                                                      | Sint Amorsplein 15                                        | 50° 50' 57" NB, 5° 41' 27" OL | 26688  | Meer afbeeldingen |
| Huis met lijstgevel van hardsteen, eindigend in een hoofdgestel met consoles.                                                                                          | Gebouw                    | laatste kwart 17e eeuw                              |                                                      | Sint Amorsplein 16                                        | 50° 50' 57" NB, 5° 41' 27" OL | 26689  | Meer afbeeldingen |
| Huis met lijstgevel van hardsteen, eindigend in een hoofdgestel met consoles.                                                                                          | Woonhuis                  | laatste kwart 17e eeuw                              |                                                      | Sint Amorsplein 17                                        | 50° 50' 57" NB, 5° 41' 27" OL | 26690  | Meer afbeeldingen |
| Hoekhuis, maar zeer ingrijpend gerestaureerd. | Woonhuis                  | 17e eeuw                                            |                                                      | Het Bat 1                                                 | 50° 50' 56" NB, 5° 41' 39" OL | 26691  | Meer afbeeldingen |
| Op de oude stadsmuur gebouwd huis. | Woonhuis                  | laatste kwart 18e eeuw                              |                                                      | Het Bat 4                                                 | 50° 50' 54" NB, 5° 41' 41" OL | 26692  | Meer afbeeldingen |
| Huis met de lijstgevel. | Woonhuis                  | eerste helft 18e eeuw                               |                                                      | Het Bat 7                                                 | 50° 50' 54" NB, 5° 41' 41" OL | 26693  | Meer afbeeldingen |
| Huis met voorgevel in de trant der zgn. Maaslandse renaissance. | Gebouw                    | 17e eeuw                                            |                                                      | Het Bat 12                                                | 50° 50' 53" NB, 5° 41' 41" OL | 26694  | Meer afbeeldingen |
| Huis met in de lijstgevel segmentboogvensters in Naamse steen. | Gebouw                    |                                                     |                                                      | Het Bat 16                                                | 50° 50' 51" NB, 5° 41' 41" OL | 26695  | Meer afbeeldingen |
| Huis met gevel in de trant der zgn. Maaslandse renaissance. | Gebouw                    | 17e eeuw                                            |                                                      | Het Bat 18                                                | 50° 50' 51" NB, 5° 41' 41" OL | 26696  | Meer afbeeldingen |
| Gebouwencomplex van vleugels om een hof. | Gebouw                    |                                                     |                                                      | Bouillonstraat 4                                          | 50° 50' 50" NB, 5° 41' 15" OL | 26819  | Meer afbeeldingen |
| Huis met lijstgevel. | Gebouw                    | 19e eeuw                                            |                                                      | Bouillonstraat 7                                          | 50° 50' 48" NB, 5° 41' 16" OL | 26820  | Meer afbeeldingen |
| Gebouwencomplex Hof van Slijpe met vooraan een smal middendeel tussen twee lage zijvleugels.                                                                           | Gebouw                    | eerste helft 17e eeuw                               |                                                      | Bouillonstraat 8                                          | 50° 50' 49" NB, 5° 41' 15" OL | 26821  | Meer afbeeldingen |
| Huis met lijstgevel, voorzien van segmentboogvensters in Naamse steen. Gevelsteen IN DE DRY LEEWERKEN 1763.                                                            | Gebouw                    | 1763                                                |                                                      | Bouillonstraat 11                                         | 50° 50' 48" NB, 5° 41' 16" OL | 26822  | Meer afbeeldingen |
| Huis met lijstgevel. | Gebouw                    | 18e eeuw                                            |                                                      | Bouillonstraat 12                                         | 50° 50' 49" NB, 5° 41' 15" OL | 26823  | Meer afbeeldingen |
| Achterbouw, met segmentboogvensters in Naamse steen. | Gebouw                    | 18e eeuw                                            |                                                      | Bouillonstraat 14                                         | 50° 50' 48" NB, 5° 41' 15" OL | 26824  | Meer afbeeldingen |
| Huis met brede, door ligging in de bocht geknikte lijstgevel, met hoekblokken.                                                                                         | Gebouw                    | 17e eeuw                                            |                                                      | Cortenstraat 2                                            | 50° 50' 49" NB, 5° 41' 33" OL | 26949  | Meer afbeeldingen |
| Huis met brede lijstgevel. | Woonhuis                  | tweede helft 17e eeuw of eerste helft 18e eeuw      |                                                      | Cortenstraat 4                                            | 50° 50' 49" NB, 5° 41' 32" OL | 26951  | Meer afbeeldingen |
| Huis met brede lijstgevel. | Gebouw                    | 17e eeuw                                            |                                                      | Cortenstraat 6                                            | 50° 50' 49" NB, 5° 41' 32" OL | 26952  | Meer afbeeldingen |
| Huis met lijstgevel, voorzien van hardstenen omramingen. | Gebouw                    | 19e eeuw                                            |                                                      | Cortenstraat 8                                            | 50° 50' 49" NB, 5° 41' 31" OL | 26954  | Meer afbeeldingen |
| Dominicanenkerk | Kerk en kerkonderdeel     | laatste kwart 13e eeuw                              |                                                      | Dominicanerkerkstraat 1                                   | 50° 51' 0" NB, 5° 41' 23" OL  | 26957  | Meer afbeeldingen |
| Huis met geblokte kruis- en tweelichtvensters van Naamse steen en een hoofdgestel met consoles van mergel.                                                             | Woonhuis                  | 1625                                                |                                                      | Eikelstraat 1                                             | 50° 50' 55" NB, 5° 41' 39" OL | 26958  | Meer afbeeldingen |
| Huis, met in de voorgevel kruiskozijnen van Naamse steen. | Gebouw                    | 17e eeuw                                            |                                                      | Eikelstraat 3                                             | 50° 50' 55" NB, 5° 41' 39" OL | 26959  | Meer afbeeldingen |
| Huis met lijstgevels, afgedekt door een schilddak. | Woonhuis                  | 1696                                                |                                                      | Graanmarkt 1                                              | 50° 50' 50" NB, 5° 41' 40" OL | 26965  | Meer afbeeldingen |
| Wachthuis bij de voormalige Onze-Lieve-Vrouwepoort | Militair wachtgebouw      | 1786                                                | Mathias Soiron                                       | Graanmarkt 4                                              | 50° 50' 50" NB, 5° 41' 39" OL | 26967  | Meer afbeeldingen |
| Links huis met lijstgevel. | Gebouw                    | 19e eeuw                                            |                                                      | Havenstraat 3                                             | 50° 50' 54" NB, 5° 41' 36" OL | 27095  | Meer afbeeldingen |
| Huis met lijstgevel, vensters in hardsteen. | Gebouw                    | 18e eeuw                                            |                                                      | Havenstraat 5                                             | 50° 50' 55" NB, 5° 41' 36" OL | 27096  | Meer afbeeldingen |
| Huis met lijstgevel. | Gebouw                    | 18e eeuw                                            |                                                      | Heggenstraat 1                                            | 50° 50' 56" NB, 5° 41' 27" OL | 27103  | Meer afbeeldingen |
| Huis met voorgevel in de trant der zgn. Maaslandse renaissance. | Gebouw                    | 17e eeuw                                            |                                                      | Heggenstraat 3                                            | 50° 50' 56" NB, 5° 41' 27" OL | 27104  | Meer afbeeldingen |
| Huis met voorgevel in de trant der zgn. Maaslandse renaissance. | Woonhuis                  | 17e eeuw                                            |                                                      | Heggenstraat 3A                                           | 50° 50' 55" NB, 5° 41' 27" OL | 27105  | Meer afbeeldingen |
| Huis met lijstgevel. | Woonhuis                  | eerste helft 18e eeuw                               |                                                      | Heggenstraat 9                                            | 50° 50' 55" NB, 5° 41' 26" OL | 27106  | Meer afbeeldingen |
| Huis met lijstgevel. | Woonhuis                  | eerste helft 18e eeuw                               |                                                      | Heggenstraat 11                                           | 50° 50' 54" NB, 5° 41' 26" OL | 27107  | Meer afbeeldingen |
| Huisje met gevel, in de trant der zgn. Maaslandse renaissance. | Woonhuis                  | 17e eeuw                                            |                                                      | Heggenstraat 12                                           | 50° 50' 55" NB, 5° 41' 26" OL | 27108  | Meer afbeeldingen |
| Voormalige Poort van Grondsveld. | Gebouw                    | 17e - 18e eeuw                                      |                                                      | Heggenstraat 13                                           | 50° 50' 54" NB, 5° 41' 26" OL | 27109  | Meer afbeeldingen |
| Huis, afgedekt door wolfdak en voorzien van vensters in Naamse steen, waarvan de strekken samengestelde sluitstenen bezitten, en horizontale reliefbanden.             | Woonhuis                  | 18e eeuw                                            |                                                      | Henric van Veldekeplein 19                                | 50° 50' 54" NB, 5° 41' 15" OL | 27110  | Meer afbeeldingen |
| Huis, afgedekt door en wolfdak en voorzien van vensters in Naamse steen, waarvan de strekken samengestelde sluitstenen bezitten en horizontale reliefbanden.           | Woonhuis                  | 18e eeuw                                            |                                                      | Henric van Veldekeplein 21                                | 50° 50' 53" NB, 5° 41' 16" OL | 27112  | Meer afbeeldingen |
| Huis, afgedekt door een wolfdak. | Woonhuis                  | tweede helft 18e eeuw                               |                                                      | Kanunnikencour 1A-B (voorheen Henric van Veldekeplein 23) | 50° 50' 53" NB, 5° 41' 15" OL | 27114  | Meer afbeeldingen |
| Henric van Veldekeplein 29-31 | Woonhuis                  | tweede kwart 18e eeuw                               |                                                      | Henric van Veldekeplein 29-31                             | 50° 50' 53" NB, 5° 41' 13" OL | 27115  | Meer afbeeldingen |
| Lutherse kerk | Kerk en kerkonderdeel     | 1684                                                |                                                      | Hondstraat 14                                             | 50° 50' 50" NB, 5° 41' 29" OL | 27116  | Meer afbeeldingen |
| Huis, onder een haaks op de straat gericht zadeldak. Zijgevel in de trant der zgn. Maaslandse renaissance eindigend in een hoofdgestel met consoles.                   | Gebouw                    | 17e eeuw                                            |                                                      | Hondstraat 15                                             | 50° 50' 50" NB, 5° 41' 30" OL | 27117  | Meer afbeeldingen |
| Hoekhuis met eenvoudige gevel, gewijzigd. | Gebouw                    | laatste helft 17e eeuw                              |                                                      | Houtmaas 22                                               | 50° 50' 53" NB, 5° 41' 40" OL | 27118  | Meer afbeeldingen |
| Hoekhuis met brede lijstgevels. | Gebouw                    | 18e eeuw                                            |                                                      | Sint Jacobstraat 4A                                       | 50° 50' 53" NB, 5° 41' 21" OL | 27119  | Meer afbeeldingen |
| Huis met brede voorgevel in de trant der zgn. Maaslandse renaissance, eindigend in een hoofdgestel.                                                                    | Gebouw                    | 17e eeuw                                            |                                                      | Sint Jacobstraat 6                                        | 50° 50' 53" NB, 5° 41' 21" OL | 27120  | Meer afbeeldingen |
| Huis met brede lijstgevel, rechts met afgekapt Maaslands hoofdgestel.                                                                                                  | Gebouw                    | 17e eeuw                                            |                                                      | Sint Jacobstraat 8                                        | 50° 50' 52" NB, 5° 41' 22" OL | 27121  | Meer afbeeldingen |
| Huis met brede lijstgevel; gepleisterd. | Woonhuis                  | derde kwart 18e eeuw                                |                                                      | Sint Jacobstraat 15A                                      | 50° 50' 52" NB, 5° 41' 22" OL | 27122  | Meer afbeeldingen |
| Pand met lijstgevel. | Woonhuis                  | 17e eeuw                                            |                                                      | Maastrichter Smedenstraat 28                              | 50° 50' 57" NB, 5° 41' 34" OL | 27172  | Pand met lijstgevel. |
| Huis met lijstgevel. Boven de ingang een steen met molenijzer tussen twee gekruiste takken en 17. IN.T.MOLEN.YSER.67.                                                  | Gebouw                    | 1767                                                |                                                      | bij Kersenmarkt 10                                        | 50° 50' 57" NB, 5° 41' 34" OL | 27173  | Meer afbeeldingen |
| Huis met lijstgevels. Gevelsteen 1764 AU MOUTON BLANC. | Gebouw                    | 1764                                                |                                                      | Kersenmarkt 10                                            | 50° 50' 57" NB, 5° 41' 33" OL | 27174  | Meer afbeeldingen |
| Eenvoudig huis, gedekt door lessenaarsdaken. | Gebouw                    |                                                     |                                                      | Lantaarnstraat 2                                          | 50° 50' 53" NB, 5° 41' 24" OL | 27256  | Meer afbeeldingen |
| Huis met brede lijstgevel, beneden met hardstenen kozijnen waaruit de kruisen verdwenen zijn.                                                                          | Gebouw                    |                                                     |                                                      | Lantaarnstraat 4                                          | 50° 50' 53" NB, 5° 41' 24" OL | 27257  | Meer afbeeldingen |
| Huis met lijstgevel met banden en hoekblokken van mergel; sterk gewijzigd.                                                                                             | Gebouw                    | 17e eeuw                                            |                                                      | Lantaarnstraat 6                                          | 50° 50' 52" NB, 5° 41' 24" OL | 27258  | Meer afbeeldingen |
| Huis met in de gevel een koetspoort in hardsteen, met geprofileerde imposten.                                                                                          | Gebouw                    | 18e eeuw                                            |                                                      | Leliestraat 8                                             | 50° 50' 58" NB, 5° 41' 22" OL | 27259  | Meer afbeeldingen |
| Huis met lijstgevel, met hardstenen kozijnen waaruit de kruisen, resp. middenstijlen verdwenen zijn.                                                                   | Gebouw                    | eerste helft 18e eeuw                               |                                                      | Leliestraat 10                                            | 50° 50' 58" NB, 5° 41' 22" OL | 27260  | Meer afbeeldingen |
| Huis met lijstgevel. | Gebouw                    | eerste helft 18e eeuw                               |                                                      | Leliestraat 16                                            | 50° 50' 57" NB, 5° 41' 23" OL | 27261  | Meer afbeeldingen |
| Huis met lijstgevel, met hardstenen kozijnen waaruit de kruisen, resp. middenstijlen verdwenen zijn.                                                                   | Gebouw                    | eerste helft 18e eeuw                               |                                                      | Leliestraat bij 19                                        | 50° 50' 56" NB, 5° 41' 23" OL | 27262  | Meer afbeeldingen |
| Huis met eenvoudige lijstgevel, voorzien van een ingang in hardsteen en segmentboogvensters.                                                                           | Gebouw                    | 18e - 19e eeuw                                      |                                                      | Leliestraat 22                                            | 50° 50' 57" NB, 5° 41' 23" OL | 27263  | Meer afbeeldingen |
| Huis met eenvoudige lijstgevel. | Woonhuis                  |                                                     |                                                      | Maastrichter Smedenstraat 5                               | 50° 50' 56" NB, 5° 41' 37" OL | 27306  | Meer afbeeldingen |
| Huis met lijstgevel. Vakwerk achtergevel. | Gebouw                    | 17e eeuw                                            |                                                      | Maastrichter Smedenstraat 7                               | 50° 50' 56" NB, 5° 41' 37" OL | 27307  | Meer afbeeldingen |
| Huis met lijstgevel. | Gebouw                    | 18e eeuw                                            |                                                      | Maastrichter Smedenstraat 9                               | 50° 50' 56" NB, 5° 41' 37" OL | 27308  | Meer afbeeldingen |
| Huis met lijstgevel, voorzien van segmentboogvensters in Naamse steen.                                                                                                 | Woonhuis                  | 1782                                                |                                                      | Maastrichter Smedenstraat 11                              | 50° 50' 56" NB, 5° 41' 37" OL | 27309  | Meer afbeeldingen |
| Hoekhuis met lijstgevel. | Woonhuis                  | 19e eeuw                                            |                                                      | Maastrichter Smedenstraat 15                              | 50° 50' 56" NB, 5° 41' 36" OL | 27310  | Meer afbeeldingen |
| Huis met lijstgevel. | Gebouw                    | eerste helft 18e eeuw                               |                                                      | Maastrichter Smedenstraat 21                              | 50° 50' 56" NB, 5° 41' 35" OL | 27311  | Meer afbeeldingen |
| Huis met lijstgevel, voorzien van hoekblokken en segmentboogvensters in Naamse steen. Gevelsteen met kruis ANNO / 1779 / INT GULDENCRUYS.                              | Gebouw                    | 1779                                                |                                                      | Maastrichter Smedenstraat 25                              | 50° 50' 56" NB, 5° 41' 35" OL | 27312  | Meer afbeeldingen |
| Huis met lijstgevel. | Woonhuis                  |                                                     |                                                      | Maastrichter Smedenstraat 27                              | 50° 50' 56" NB, 5° 41' 34" OL | 27313  | Meer afbeeldingen |
| Huis met lijstgevel. Gevelstenen 17 IN:DE:VERGULDE:PLYEM 32. | Gebouw                    | 1732                                                |                                                      | Mariastraat 5                                             | 50° 51' 2" NB, 5° 41' 37" OL  | 27314  | Meer afbeeldingen |
| Huis met lijstgevel. | Gebouw                    | 17e eeuw                                            |                                                      | Mariastraat 9                                             | 50° 51' 2" NB, 5° 41' 36" OL  | 27315  | Meer afbeeldingen |
| Huis met lijstgevel. Gevelsteen IN DEN/DISTILEER/17 KETEL 57. | Gebouw                    | 1757                                                |                                                      | Mariastraat 11                                            | 50° 51' 2" NB, 5° 41' 36" OL  | 27316  | Meer afbeeldingen |
| Huis met lijstgevel. Gevelsteen met gaper. | Woonhuis                  | 18e eeuw                                            |                                                      | Mariastraat 17                                            | 50° 51' 2" NB, 5° 41' 35" OL  | 27317  | Meer afbeeldingen |
| Huis met lijstgevel. | Gebouw                    | eerste helft 19e eeuw                               |                                                      | Mariastraat 19                                            | 50° 51' 2" NB, 5° 41' 35" OL  | 27318  | Meer afbeeldingen |
| Huis met lijstgevel. | Woonhuis                  | 18e eeuw                                            |                                                      | Mariastraat 23A                                           | 50° 51' 2" NB, 5° 41' 35" OL  | 27319  | Meer afbeeldingen |
| Huis met lijstgevel. | Woonhuis                  | 18e eeuw                                            |                                                      | Mariastraat 23B                                           | 50° 51' 2" NB, 5° 41' 34" OL  | 27320  | Meer afbeeldingen |
| Huis met lijstgevel in de trant der zgn. Maaslandse renaissance, eindigend in een hoofdgestel met consoles.                                                            | Woonhuis                  | 1695                                                |                                                      | Mariastraat 25                                            | 50° 51' 2" NB, 5° 41' 34" OL  | 27321  | Meer afbeeldingen |
| Huis met brede lijstgevel. | Woonhuis                  | 18e eeuw                                            |                                                      | Minckelersstraat 1                                        | 50° 50' 55" NB, 5° 41' 30" OL | 27383  | Meer afbeeldingen |
| Huis met brede lijstgevel en koetspoort. | Woonhuis                  | eerste kwart 19e eeuw                               |                                                      | Minckelersstraat 3                                        | 50° 50' 55" NB, 5° 41' 30" OL | 27384  | Meer afbeeldingen |
| Huis met statige lijstgevel. | Gebouw                    | eerste helft 19e eeuw                               |                                                      | Minckelersstraat 24                                       | 50° 50' 54" NB, 5° 41' 29" OL | 27385  | Meer afbeeldingen |
| Tweede Minderbroedersklooster | Kerk en kerkonderdeel     | 1699/1825                                           | Mathieu Hermans                                      | Minderbroedersberg 4                                      | 50° 50' 50" NB, 5° 41' 10" OL | 27386  | Meer afbeeldingen |
| Hoekhuis, in de trant der zgn. Maaslandse renaissance. | Woonhuis                  | 17e eeuw                                            |                                                      | Minderbroedersberg 8                                      | 50° 50' 50" NB, 5° 41' 10" OL | 27387  | Meer afbeeldingen |
| Voorhuis. Achterbouw haaks hierop met hardstenen kozijnen en horizontale reliefbanden.                                                                                 | Woonhuis                  | 19e eeuw (voorhuis)                                 |                                                      | Morenstraat 5                                             | 50° 50' 55" NB, 5° 41' 37" OL | 27388  | Meer afbeeldingen |
| Huis met eenvoudige lijstgevel. | Gebouw                    | 18e eeuw                                            |                                                      | Morenstraat 7                                             | 50° 50' 55" NB, 5° 41' 36" OL | 27389  | Meer afbeeldingen |
| Huis. Aan de voorzijde een halve topgevel en een ingang in hardsteen met aangekoppeld kruiskozijn. Aan de Havenstraat dergelijke kruisvensters.                        | Gebouw                    | 17e eeuw                                            |                                                      | Morenstraat 11                                            | 50° 50' 55" NB, 5° 41' 36" OL | 27390  | Meer afbeeldingen |
| Huis met lijstgevel van hardsteen. Boven de deur eXtrVCtVM ba VDDVIn ConserVaretVr (1741). Gevelsteen met een schaap tussen een leeuw en een wolf IN DE DUYSENT VREES. | Woonhuis                  | 1741                                                |                                                      | Plankstraat 4                                             | 50° 50' 53" NB, 5° 41' 38" OL | 27497  | Meer afbeeldingen |
| Huis met lijstgevel, voorzien van gekoppelde segmentboogvensters in hardsteen, onderling verbonden door verticale reliefbanden.                                        | Gebouw                    | 18e eeuw                                            |                                                      | Plankstraat 6                                             | 50° 50' 53" NB, 5° 41' 37" OL | 27498  | Meer afbeeldingen |
| Huis met lijstgevel; omblokte vensters, waaruit de kruisen verdwenen zijn, en omblokte tweelichtvensters.                                                              | Gebouw                    | eerste helft 18e eeuw                               |                                                      | Plankstraat 8                                             | 50° 50' 53" NB, 5° 41' 37" OL | 27499  | Meer afbeeldingen |
| Huis met lijstgevel, voorzien van omblokte vensters, waarvan de kruisen zijn uitgebroken.                                                                              | Gebouw                    | eerste helft 18e eeuw                               |                                                      | Plankstraat 10                                            | 50° 50' 53" NB, 5° 41' 37" OL | 27500  | Meer afbeeldingen |
| Huis met lijstgevel. | Gebouw                    | 18e eeuw                                            |                                                      | Plankstraat 11                                            | 50° 50' 52" NB, 5° 41' 36" OL | 27501  | Huis met lijstgevel. |
| Huis met lijstgevel. | Gebouw                    | 18e eeuw                                            |                                                      | Plankstraat 13                                            | 50° 50' 52" NB, 5° 41' 36" OL | 27502  | Huis met lijstgevel. |
| Laag huis met brede lijstgevel en koetspoort. | Gebouw                    | 18e eeuw                                            |                                                      | Plankstraat 20                                            | 50° 50' 53" NB, 5° 41' 35" OL | 27503  | Meer afbeeldingen |
| Groot gebouw uit 1837 met rondbogige koetspoort. | Woonhuis                  | 1837                                                |                                                      | Sporenstraat 5                                            | 50° 50' 58" NB, 5° 41' 26" OL | 27550  | Meer afbeeldingen |
| Huis met lijstgevel. | Gebouw                    | 18e eeuw                                            |                                                      | Sporenstraat 10                                           | 50° 50' 58" NB, 5° 41' 25" OL | 27551  | Meer afbeeldingen |
| Huis met lijstgevel. | Woonhuis                  | 18e eeuw                                            |                                                      | Sporenstraat 12                                           | 50° 50' 57" NB, 5° 41' 25" OL | 27552  | Meer afbeeldingen |
| Huis met lijstgevel. Gevelsteen met een boom IN DEN ORANGEBOOM 1768.                                                                                                   | Gebouw                    | 1768                                                |                                                      | Sporenstraat 14                                           | 50° 50' 57" NB, 5° 41' 25" OL | 27553  | Meer afbeeldingen |
| Pand met lijstgevel, van baksteen. | Gebouw                    | 19e eeuw                                            |                                                      | Sporenstraat 16                                           | 50° 50' 57" NB, 5° 41' 25" OL | 27554  | Meer afbeeldingen |
| Huis met mergel, afgesloten door een geprofileerde daklijst. Gevelsteentje met 1752.                                                                                   | Gebouw                    | 1752                                                |                                                      | Sporenstraat 18                                           | 50° 50' 57" NB, 5° 41' 25" OL | 27555  | Meer afbeeldingen |
| Huis met lijstgevel. | Gebouw                    | eerste helft 18e eeuw                               |                                                      | Sporenstraat 20                                           | 50° 50' 57" NB, 5° 41' 25" OL | 27556  | Meer afbeeldingen |
| Huis met lijstgevel, voorzien van segmentboogvensters in Naamse steen.                                                                                                 | Gebouw                    | 18e eeuw                                            |                                                      | Sporenstraat 22                                           | 50° 50' 57" NB, 5° 41' 25" OL | 27557  | Meer afbeeldingen |
| Huis met brede lijstgevel. Ingang en vensters in segmentboogomlijstingen van Naamse steen.                                                                             | Gebouw                    | derde kwart 18e eeuw                                |                                                      | Statenstraat 2                                            | 50° 51' 2" NB, 5° 41' 14" OL  | 27558  | Meer afbeeldingen |
| Groot gebouw in de trant der zgn. Maaslandse renaissance, met aan de noordkant een hoofdgestel op consoles.                                                            | Gebouw                    | 1619                                                |                                                      | Statenstraat 11/11A                                       | 50° 51' 1" NB, 5° 41' 15" OL  | 27560  | Meer afbeeldingen |
| Huis met lijstgevel. Gevelstenen met 17, 66 en drie kronen. | Gebouw                    | 17e eeuw                                            |                                                      | Vijfharingenstraat 2A                                     | 50° 50' 59" NB, 5° 41' 29" OL | 27720  | Meer afbeeldingen |
| Huis met lijstgevel, geknikt in verband met de ligging in de bocht van de straat. Links een rondbogige koetspoort in Naamse steen.                                     | Woonhuis                  | 17e eeuw                                            |                                                      | Vijfharingenstraat 2                                      | 50° 50' 58" NB, 5° 41' 29" OL | 27721  | Huis met lijstgevel, geknikt in verband met de ligging in de bocht van de straat. Links een rondbogige koetspoort in Naamse steen. |
| Huis met lijstgevel. | Woonhuis                  |                                                     |                                                      | Vijfharingenstraat 6                                      | 50° 50' 58" NB, 5° 41' 29" OL | 27722  | Huis met lijstgevel. |
| Huis met lijstgevel. | Woonhuis                  | 18e eeuw                                            |                                                      | Vijfharingenstraat 8                                      | 50° 50' 58" NB, 5° 41' 29" OL | 27723  | Meer afbeeldingen |
| Huis met lijstgevel. | Gebouw                    | 18e eeuw                                            |                                                      | Vijfharingenstraat 10                                     | 50° 50' 58" NB, 5° 41' 29" OL | 27724  | Meer afbeeldingen |
| Huis met brede lijstgevel, voorzien van hardstenen omramingen met gecanneleerde steentjes onder de zijkanten.                                                          | Gebouw                    | 18e eeuw                                            |                                                      | Witmakersstraat 10                                        | 50° 50' 48" NB, 5° 41' 28" OL | 27730  | Huis met brede lijstgevel, voorzien van hardstenen omramingen met gecanneleerde steentjes onder de zijkanten.                      |
| Sint Servaasbrug | Brug                      | 1280                                                |                                                      | Sint Servaasbrug                                          | 50° 50' 58" NB, 5° 41' 49" OL | 28026  | Meer afbeeldingen |
| Gouvernement | Bestuursgebouw en onderdl | 1935                                                | G.C. Bremer                                          | Bouillonstraat 1                                          | 50° 50' 51" NB, 5° 41' 17" OL | 506629 | Meer afbeeldingen |
| Vm. café-restaurant "Dominicain" | Horeca                    | 1928-1929                                           | A.J.Th. Kok (bureau Granpré Molière, Verhagen & Kok) | Helmstraat 16a;b;c                                        | 50° 51' 1" NB, 5° 41' 20" OL  | 506645 | Meer afbeeldingen |
| Dubbel woonhuis in zakelijk expressionistische stijl. | Woonhuis                  | 1935                                                | A. Schellinx                                         | Hondstraat 2a;b                                           | 50° 50' 52" NB, 5° 41' 28" OL | 506649 | Meer afbeeldingen |
| Bonbonnière | Welzijn, kunst en cultuur | 17e eeuw (kerk), 1789 (theaterzalen); 1879 (entree) |                                                      | Achter de Comedie 1                                       | 50° 50' 53" NB, 5° 41' 31" OL | 506705 | Meer afbeeldingen |
| Café De Poort | Horeca                    | 1927                                                | A. van de Sandt                                      | Oude Tweebergenpoort 8b                                   | 50° 50' 59" NB, 5° 41' 9" OL  | 506718 | Meer afbeeldingen |
| Hoofdpostkantoor | Overheidsgebouw           | 1915-1918                                           | Marinus Jan Granpré Molière (Daniël Knuttel)         | Statenstraat 4-6                                          | 50° 51' 1" NB, 5° 41' 14" OL  | 506722 | Meer afbeeldingen |
| Museumkelder Derlon | Welzijn, kunst en cultuur | Romeins                                             |                                                      | Plankstraat 21                                            | 50° 50' 52" NB, 5° 41' 37" OL | 527161 | Meer afbeeldingen |

### Boschstraatkwartier
In de buurt Boschstraatkwartier bevinden zich 91 rijksmonumenten. De grootste concentraties bevinden zich aan de Kleine Gracht (20) en aan de Van Hasseltkade (eveneens 20 rijksmonumenten).
Aan de randen van de buurt bevinden zich eveneens straten met veel rijksmonumenten: Markt en Boschstraat, waarvan zich respectievelijk 12 en 33 rijksmonumenten in het Bosschstraatkwartier bevinden. Daarnaast kent deze buurt nog 6 rijksmonumenten in andere straten. Hieronder een overzicht.
| Object | Oorspronkelijke functie? | Bouwjaar  | Architect | Locatie                       | Coördinaten?                  | Nr.?   | Afbeelding        |
| --- | ------------------------ | --------- | --------- | ----------------------------- | ----------------------------- | ------ | ----------------- |
| Maastrichts Veem                                                                                               | Opslag                   | 1860      |           | Bassin 136                    | 50° 51' 19" NB, 5° 41' 28" OL | 506616 | Meer afbeeldingen |
| Blekerij | Industrie                | 1859-1861 |           | Biesenweg 16                  | 50° 51' 26" NB, 5° 41' 38" OL | 506619 | Meer afbeeldingen |
| Sluis met ophaalbrug                                                                                           | Waterkering en -doorlaat | 1826      |           | Biesenweg bij 16              | 50° 51' 23" NB, 5° 41' 29" OL | 506663 | Meer afbeeldingen |
| Huis met achtergevels, in de trant der zgn. Maaslandse renaissance.                                            | Gebouw                   | 18e eeuw  |           | Gubbelstraat 38               | 50° 51' 22" NB, 5° 41' 39" OL | 27073  | Meer afbeeldingen |
| Huis met lijstgevel, voorzien van segmentboogvensters in hardsteen.                                            | Woonhuis                 | 18e eeuw  |           | Gubbelstraat 40               | 50° 51' 7" NB, 5° 41' 31" OL  | 27074  | Meer afbeeldingen |
| In dit pand, dat zelf niet op de lijst wordt geplaatst, een Lodewijk XVI-schoorsteenmantel en een barokaltaar. | Gebouw                   |           |           | Maastrichter Pastoorstraat 14 | 50° 51' 9" NB, 5° 41' 28" OL  | 27305  | Meer afbeeldingen |

### Jekerkwartier
In de buurt Jekerkwartier bevinden zich 228 rijksmonumenten.
De grootste concentraties rijksmonumenten bevinden zich in deze straten, op volgorde van aflopend aantal:
- Sint Bernardusstraat - 21 rijksmonumenten
- Grote Looiersstraat - 19 rijksmonumenten
- Sint Pieterstraat - 19 rijksmonumenten
- Kleine Looiersstraat - 11 rijksmonumenten
- Koestraat - 10 rijksmonumenten
- Stenenbrug - 9 rijksmonumenten
- Tafelstraat - 9 rijksmonumenten

Aan de randen van deze buurt bevinden zich eveneens straten met veel rijksmonumenten, waarvan een deel zich in het Jekerkwartier bevindt:
- Tongersestraat - 23 rijksmonumenten in het Jekerkwartier
- Lenculenstraat - 13 rijksmonumenten in het Jekerkwartier
- Kapoenstraat - 4 rijksmonumenten in het Jekerkwartier
- Lambertuslaan - 4 rijksmonumenten in het Jekerkwartier

Daarnaast bevinden zich in deze buurt 86 rijksmonumenten in andere straten. Hieronder een overzicht.
| Object | Oorspronkelijke functie?  | Bouwjaar                          | Architect                     | Locatie                                                                               | Coördinaten?                  | Nr.?   | Afbeelding                                                     |
| --- | ------------------------- | --------------------------------- | ----------------------------- | ------------------------------------------------------------------------------------- | ----------------------------- | ------ | -------------------------------------------------------------- |
| Huis met in de lijstgevel, segmentboogvensters en ingang in Naamse steen. | Woonhuis                  | 18e eeuw                          |                               | Achter de Molens 11                                                                   | 50° 50' 46" NB, 5° 41' 24" OL | 26650  | Meer afbeeldingen                                              |
| Patriciershuis, vroeger genaamd De Drie Leeuwen. | Gebouw                    | 18e eeuw                          |                               | Achter de Molens 14-22                                                                | 50° 50' 46" NB, 5° 41' 24" OL | 26651  | Meer afbeeldingen                                              |
| Huis met in de lijstgevel, segmentboogvensters en ingang in Naamse steen. | Woonhuis                  | 18e eeuw                          |                               | Achter de Molens 13                                                                   | 50° 50' 46" NB, 5° 41' 25" OL | 26652  | Meer afbeeldingen                                              |
| Huisje met in de lijstgevel, vensters in Naamse steen, beneden gekoppeld aan weerskanten van de ingang.                                                                                              | Gebouw                    | 18e eeuw                          |                               | Achter de Molens 24                                                                   | 50° 50' 46" NB, 5° 41' 24" OL | 26653  | Meer afbeeldingen                                              |
| Huis, in de trant der zgn. Maaslandse renaissance, met koetspoort. | Gebouw                    | 17e eeuw                          |                               | Achter de Molens 26, 28 en 30                                                         | 50° 50' 45" NB, 5° 41' 24" OL | 26654  | Meer afbeeldingen                                              |
| Huis met smalle lijstgevel, voorzien van segmentboogomramingen van hardsteen. | Gebouw                    | 18e eeuw                          |                               | Achter de Molens 23                                                                   | 50° 50' 45" NB, 5° 41' 25" OL | 26655  | Meer afbeeldingen                                              |
| Huis met brede lijstgevel, voorzien van hardstenen segmentboogomramingen en een ingang met gebeeldhouwde sluitsteen.                                                                                 | Woonhuis                  | 18e eeuw                          |                               | Achter de Molens 25                                                                   | 50° 50' 45" NB, 5° 41' 26" OL | 26656  | Meer afbeeldingen                                              |
| Resten van de 1e middeleeuwse stadsmuur nabij Achter de Molens | Omwalling                 | na 1229                           |                               | Achter de Molens                                                                      | 50° 50' 45" NB, 5° 41' 24" OL | 27994  | Resten van de 1e middeleeuwse stadsmuur nabij Achter de Molens |
| Resten van de 2e middeleeuwse stadsmuur, zgn. Jezuïetenwal en Tongersekat. | Omwalling                 | 14e eeuw                          |                               | Aldenhofpark en tuin vm. Jezuietenklooster Tongersestraat (thans universiteitsgebouw) | 50° 50' 41" NB, 5° 41' 6" OL  | 28012  | Meer afbeeldingen                                              |
| Resten van de 2e middeleeuwse stadsmuur, zgn. Nieuwenhofwal, incl. Nieuwenhofpoortje. | Omwalling                 | 14e eeuw                          |                               | Stadspark, Nieuwenhofstraat en tuin Nieuwenhofklooster                                | 50° 50' 39" NB, 5° 41' 15" OL | 28013  | Meer afbeeldingen                                              |
| Resten van de 2e middeleeuwse stadsmuur met waterpoort De Reek. | Omwalling                 | 14e eeuw                          |                               | Aldenhofpark                                                                          | 50° 50' 40" NB, 5° 41' 11" OL | 28014  | Meer afbeeldingen                                              |
| Villa in expressionistische stijl. | Woonhuis                  | 1926                              | Frits Peutz                   | Aldenhofpark 5                                                                        | 50° 50' 39" NB, 5° 40' 60" OL | 506611 | Meer afbeeldingen                                              |
| Zonnehuis | Woonhuis                  | 1925                              | V. Marres en W. Sandhövel     | Aldenhofpark 30                                                                       | 50° 50' 38" NB, 5° 40' 57" OL | 506612 | Meer afbeeldingen                                              |
| Huis met gepleisterde lijstgevel. | Woonhuis                  | eerste helft 18e eeuw             |                               | Achter de Oude Minderbroeders 6                                                       | 50° 50' 46" NB, 5° 41' 38" OL | 26657  | Meer afbeeldingen                                              |
| Smal hoekhuis, met hoekblokken en zandstenen deuromlijsting. | Gebouw                    | 17e eeuw                          |                               | Achter de Oude Minderbroeders 14                                                      | 50° 50' 46" NB, 5° 41' 37" OL | 26658  | Meer afbeeldingen                                              |
| De Vijf Koppen | Industrie- en poldermolen | begin 16e eeuw                    |                               | Begijnenstraat 1                                                                      | 50° 50' 41" NB, 5° 41' 37" OL | 26700  | Meer afbeeldingen                                              |
| Twee rondelen, Haet ende Nijt en De Vijf Koppen en de muur daartussen. Fragmenten in de onderbouw van de papiermolen De Ancker.                                                                      | Omwalling                 | 16e eeuw                          |                               | Begijnenstraat en Stadspark Maastricht                                                | 50° 50' 40" NB, 5° 41' 32" OL | 28016  | Meer afbeeldingen                                              |
| Ommuring Nieuwstad uit ca. 1515 met Poort Waerachtig uit 1886 | Omwalling                 | 16e en 19e eeuw                   |                               | Begijnenstraat - Sint Pieterskade                                                     | 50° 50' 40" NB, 5° 41' 32" OL | 28017  | Meer afbeeldingen                                              |
| Voormalig Grauwzusterklooster (Sint-Elisabethsdal) | Klooster, kloosteronderdl | 17e eeuw e.v.                     |                               | De Bosquetplein 6                                                                     | 50° 50' 42" NB, 5° 41' 16" OL | 26817  | Meer afbeeldingen                                              |
| Huis met gepleisterde lijstgevel. | Gebouw                    | eerste helft 18e eeuw             |                               | Bonnefantenstraat 1                                                                   | 50° 50' 45" NB, 5° 41' 15" OL | 26747  | Meer afbeeldingen                                              |
| Tussen de Bonnefantenstraat en de Jeker een bakstenen gebouw met wagenpoort aan de Ezelmarkt. | Boerderij                 |                                   |                               | Bonnefantenstraat bij 1                                                               | 50° 50' 45" NB, 5° 41' 16" OL | 26748  | Meer afbeeldingen                                              |
| Huis met gepleisterde lijstgevel. Zijgevel met speklagen en vlechtingen. | Gebouw                    |                                   |                               | Bonnefantenstraat 1A                                                                  | 50° 50' 44" NB, 5° 41' 15" OL | 26749  | Meer afbeeldingen                                              |
| Bonnefantenklooster | Klooster, kloosteronderdl | 1686-1697/1707                    |                               | Bonnefantenstraat 2                                                                   | 50° 50' 45" NB, 5° 41' 13" OL | 26750  | Meer afbeeldingen                                              |
| Over de Jeker gebouwd huis, in de trant van de zgn. Maaslandse renaissance met hoekblokken en horizontale banden van mergel                                                                          | Gebouw                    | eerste helft 17e eeuw             |                               | Bonnefantenstraat 5                                                                   | 50° 50' 43" NB, 5° 41' 15" OL | 26751  | Meer afbeeldingen                                              |
| Huis met brede lijstgevel. | Woonhuis                  | 17e eeuw                          |                               | Cortenstraat 3                                                                        | 50° 50' 49" NB, 5° 41' 32" OL | 26950  | Meer afbeeldingen                                              |
| Rode Kruisgebouw, een huis met brede lijstgevel. | Gebouw                    |                                   |                               | Cortenstraat 7                                                                        | 50° 50' 49" NB, 5° 41' 32" OL | 26953  | Meer afbeeldingen                                              |
| Huis met lijstgevel. | Gebouw                    | 19e eeuw                          |                               | Cortenstraat 9                                                                        | 50° 50' 48" NB, 5° 41' 31" OL | 26955  | Meer afbeeldingen                                              |
| Huis met lijstgevel. Gevelsteen met een raaf IN DEN RAEF. | Woonhuis                  | 19e eeuw                          |                               | Cortenstraat 11                                                                       | 50° 50' 48" NB, 5° 41' 31" OL | 26956  | Meer afbeeldingen                                              |
| Huizen met topgevels aan de straat, doch grotendeels herbouwd. | Gebouw                    | 17e of 18e eeuw                   |                               | Ezelmarkt 4                                                                           | 50° 50' 46" NB, 5° 41' 15" OL | 26960  | Meer afbeeldingen                                              |
| Eenvoudig huisje, met lijstgevel. | Gebouw                    | 18e-19e eeuw                      |                               | Ezelmarkt 7                                                                           | 50° 50' 46" NB, 5° 41' 16" OL | 26961  | Meer afbeeldingen                                              |
| Eenvoudig huisje, met lijstgevel. | Gebouw                    | 18e-19e eeuw                      |                               | Ezelmarkt 9                                                                           | 50° 50' 46" NB, 5° 41' 16" OL | 26962  | Meer afbeeldingen                                              |
| Eenvoudig huisje met lijstgevel. | Gebouw                    | 18e-19e eeuw                      |                               | Ezelmarkt 11                                                                          | 50° 50' 46" NB, 5° 41' 16" OL | 26963  | Meer afbeeldingen                                              |
| Resten van de 2e middeleeuwse stadsmuur, met o.a. Pater Vincktoren en waterpoort. | Omwalling                 | laatste helft 14e eeuw            |                               | Faliezusterpark                                                                       | 50° 50' 43" NB, 5° 41' 36" OL | 28011  | Meer afbeeldingen                                              |
| Voormalig faliezustersklooster (Sint- Catharinadal) | Klooster, kloosteronderdl | laatste helft 17e eeuw            |                               | Faliezusterspark 8-6-4                                                                | 50° 50' 44" NB, 5° 41' 36" OL | 26964  | Meer afbeeldingen                                              |
| Huis met brede door doorgaande pilasters gelede voorgevel, eindigend in een hoofdgestel met consoles.                                                                                                | Gebouw                    | 17e eeuw - 19e eeuw               |                               | Graanmarkt 3                                                                          | 50° 50' 49" NB, 5° 41' 39" OL | 26966  | Meer afbeeldingen                                              |
| Watermolen De Reek | Industrie- en poldermolen | 16e of 17e-eeuws (in oorsprong)   |                               | Heksenstraat 1                                                                        | 50° 50' 40" NB, 5° 41' 12" OL | 46782  | Meer afbeeldingen                                              |
| Resten van de 1e middeleeuwse stadsmuur nabij de Helpoort. | Omwalling                 | na 1229                           |                               | Helpoort                                                                              | 50° 50' 44" NB, 5° 41' 39" OL | 27995  | Resten van de 1e middeleeuwse stadsmuur nabij de Helpoort.     |
| Resten van de 1e middeleeuwse stadsmuur; Jekertoren. | Omwalling                 | na 1229                           |                               | Helpoort                                                                              | 50° 50' 43" NB, 5° 41' 41" OL | 27996  | Meer afbeeldingen                                              |
| Huis, met gevels in de trant van de Maaslandse renaissance. | Woonhuis                  | 17e eeuw                          |                               | Kakeberg 10                                                                           | 50° 50' 45" NB, 5° 41' 11" OL | 27140  | Meer afbeeldingen                                              |
| Huis, waarvan de zeer gewijzigde voorgevel eindigt in een hoofdgestel met consoles. | Gebouw                    | 17e eeuw                          |                               | Kakeberg 20                                                                           | 50° 50' 45" NB, 5° 41' 11" OL | 27141  | Meer afbeeldingen                                              |
| Resten van de 1e middeleeuwse stadsmuur nabij Lang Grachtje. | Omwalling                 | na 1229                           |                               | Lang Grachtje                                                                         | 50° 50' 44" NB, 5° 41' 32" OL | 27998  | Resten van de 1e middeleeuwse stadsmuur nabij Lang Grachtje.   |
| Resten van de 1e middeleeuwse stadsmuur nabij Lang Grachtje. | Omwalling                 | na 1229                           |                               | Lang Grachtje                                                                         | 50° 50' 44" NB, 5° 41' 30" OL | 27999  | Resten van de 1e middeleeuwse stadsmuur nabij Lang Grachtje.   |
| Resten van de 1e middeleeuwse stadsmuur nabij Lang Grachtje. | Omwalling                 | na 1229                           |                               | Lang Grachtje                                                                         | 50° 50' 44" NB, 5° 41' 30" OL | 28000  | Resten van de 1e middeleeuwse stadsmuur nabij Lang Grachtje.   |
| Resten van de 1e middeleeuwse stadsmuur nabij Lang Grachtje. | Omwalling                 | na 1229                           |                               | Lang Grachtje                                                                         | 50° 50' 44" NB, 5° 41' 29" OL | 28001  | Resten van de 1e middeleeuwse stadsmuur nabij Lang Grachtje.   |
| Resten van de 1e middeleeuwse stadsmuur nabij Lang Grachtje. | Omwalling                 | na 1229                           |                               | Lang Grachtje                                                                         | 50° 50' 44" NB, 5° 41' 27" OL | 28002  | Resten van de 1e middeleeuwse stadsmuur nabij Lang Grachtje.   |
| Resten van de 1e middeleeuwse stadsmuur nabij Lang Grachtje. | Omwalling                 | na 1229                           |                               | Lang Grachtje                                                                         | 50° 50' 44" NB, 5° 41' 27" OL | 28003  | Meer afbeeldingen                                              |
| Resten van de 1e middeleeuwse stadsmuur nabij Klein Grachtje. | Omwalling                 | na 1229                           |                               | Klein Grachtje                                                                        | 50° 50' 44" NB, 5° 41' 20" OL | 28004  | Resten van de 1e middeleeuwse stadsmuur nabij Klein Grachtje.  |
| Resten van de 1e middeleeuwse stadsmuur nabij Klein Grachtje. | Omwalling                 | na 1229                           |                               | Klein Grachtje                                                                        | 50° 50' 45" NB, 5° 41' 23" OL | 28005  | Meer afbeeldingen                                              |
| Huis, met aan de straat lijstgevel (onder een dak met nr 4), met segmentboogingang en vensters in hardsteen.                                                                                         | Gebouw                    | 18e eeuw                          |                               | Looiersgracht 2                                                                       | 50° 50' 45" NB, 5° 41' 17" OL | 27285  | Meer afbeeldingen                                              |
| Huis, met aan de straat lijstgevel (onder een dak met nr 2), met segmentboogingang en vensters in hardsteen.                                                                                         | Gebouw                    | 18e eeuw                          |                               | Looiersgracht 4                                                                       | 50° 50' 44" NB, 5° 41' 17" OL | 27286  | Meer afbeeldingen                                              |
| Achter het huis aan de Jeker twee eenvoudige in elkaars verlengde liggende gebouwen, het eerste met een hardstenen tweelichtkozijn, het andere met segmentboogvenstertjes.                           | Gebouw                    |                                   |                               | Looiersgracht bij 4                                                                   | 50° 50' 44" NB, 5° 41' 17" OL | 27287  | Meer afbeeldingen                                              |
| Huis in de trant van de zgn. Maaslandse renaissance, waarvan de voorgevel, eindigt in een hoofdgestel met consoles.                                                                                  | Gebouw                    | 17e eeuw                          |                               | Looiersgracht 22                                                                      | 50° 50' 43" NB, 5° 41' 18" OL | 27288  | Meer afbeeldingen                                              |
| Huis met gepleisterde lijstgevel, met horizontale reliefbanden op de bovendorpels. | Woonhuis                  | 18e eeuw                          |                               | Maastrichter Heidenstraat 5                                                           | 50° 50' 47" NB, 5° 41' 31" OL | 27304  | Meer afbeeldingen                                              |
| Gedenkteken Franse vluchtelingen | Gedenkteken               | 1926                              | Huib Luns & Charles Vos       | Nieuwenhofstraat tegenover nr. 1                                                      | 50° 50' 39" NB, 5° 41' 28" OL | 506674 | Meer afbeeldingen                                              |
| Huis met lijstgevel. | Gebouw                    | 18e eeuw                          |                               | Onze Lieve Vrouwewal 5                                                                | 50° 50' 48" NB, 5° 41' 40" OL | 27467  | Meer afbeeldingen                                              |
| Huis met brede lijstgevel. | Gebouw                    | 18e eeuw                          |                               | Onze Lieve Vrouwewal 6                                                                | 50° 50' 48" NB, 5° 41' 40" OL | 27468  | Meer afbeeldingen                                              |
| Huis met lijstgevel. | Gebouw                    | 18e eeuw                          |                               | Onze Lieve Vrouwewal 7                                                                | 50° 50' 47" NB, 5° 41' 40" OL | 27469  | Meer afbeeldingen                                              |
| Cenotaaf generaal Dibbets | Begraafplaats en -onderdl | 19e eeuw                          |                               | Prins Bisschopsingel (voorheen: Sint Hubertuslaan bij 12)                             | 50° 50' 32" NB, 5° 41' 19" OL | 28027  | Meer afbeeldingen                                              |
| Landhuis in het Maastrichtse villapark, gebouwd in een traditionele stijl met historiserende elementen.                                                                                              | Woonhuis                  | 1920                              | V.F. Marres en W.J. Sandhövel | Prins Bisschopsingel 6                                                                | 50° 50' 34" NB, 5° 41' 37" OL | 506620 | Meer afbeeldingen                                              |
| Villa St.Michael, oorspronkelijk een dubbele villa, gebouwd in een traditionele door de art nouveau beïnvloede stijl.                                                                                | Woonhuis                  | 1911                              |                               | Prins Bisschopsingel 16                                                               | 50° 50' 33" NB, 5° 41' 34" OL | 506707 | Meer afbeeldingen                                              |
| Onder de Jeker gebouwd huis, door een latere aanbouw met open plaats verbonden met Achter de Oude Minderbroeders. Voorgevel met in- en uitgezwenkte top in de trant der zgn. Maaslandse renaissance. | Woonhuis                  | 1650                              |                               | Ridderstraat 2                                                                        | 50° 50' 47" NB, 5° 41' 34" OL | 27520  | Meer afbeeldingen                                              |
| Pand, onderdeel uitmakend van het zgn. Conventje. | Woonhuis                  |                                   |                               | Ridderstraat 3                                                                        | 50° 50' 47" NB, 5° 41' 36" OL | 27521  | Meer afbeeldingen                                              |
| Pand, deel uitmakend van het zgn. Conventje. | Gebouw                    | vierde kwart 17e eeuw             |                               | Ridderstraat 5                                                                        | 50° 50' 46" NB, 5° 41' 37" OL | 27522  | Meer afbeeldingen                                              |
| Huis met door een uitspringende band horizontaal gelede lijstgevel. | Gebouw                    | 19e eeuw                          |                               | Ridderstraat 14                                                                       | 50° 50' 47" NB, 5° 41' 36" OL | 27523  | Meer afbeeldingen                                              |
| Huis met door een uitspringende band horizontaal gelede lijstgevel. | Gebouw                    | 19e eeuw                          |                               | Ridderstraat 16                                                                       | 50° 50' 47" NB, 5° 41' 36" OL | 27524  | Meer afbeeldingen                                              |
| Woning van de Opzichter van Fortificatie | Militair verblijfsgebouw  | 1917                              |                               | Sint Hubertuslaan 2                                                                   | 50° 50' 34" NB, 5° 41' 22" OL | 506840 | Meer afbeeldingen                                              |
| Dubbele dienstwoning Tapijnkazerne | Dienstwoning              | 1917                              |                               | Sint Hubertuslaan 4                                                                   | 50° 50' 34" NB, 5° 41' 22" OL | 506839 | Meer afbeeldingen                                              |
| Dubbele dienstwoning Tapijnkazerne | Militair verblijfsgebouw  | 1917                              |                               | Sint Hubertuslaan 8                                                                   | 50° 50' 33" NB, 5° 41' 21" OL | 506838 | Meer afbeeldingen                                              |
| Wachtgebouw Tapijnkazerne | Militair wachtgebouw      | 1917                              |                               | Sint Hubertuslaan 12                                                                  | 50° 50' 32" NB, 5° 41' 19" OL | 506837 | Meer afbeeldingen                                              |
| Villa Hubertus | Woonhuis                  | 1904                              | Willem Sprenger               | Sint Hubertuslaan 23                                                                  | 50° 50' 31" NB, 5° 41' 23" OL | 506650 | Meer afbeeldingen                                              |
| Huis met gepleisterde lijstgevel; zijgevel van mergel. | Gebouw                    |                                   |                               | Verwerhoek 3                                                                          | 50° 50' 47" NB, 5° 41' 21" OL | 27679  | Huis met gepleisterde lijstgevel; zijgevel van mergel.         |
| Huis met brede lijstgevel. | Gebouw                    | 18e eeuw                          |                               | Verwerhoek 4                                                                          | 50° 50' 47" NB, 5° 41' 21" OL | 27680  | Meer afbeeldingen                                              |
| Huis met brede lijstgevel. | Gebouw                    | 18e eeuw                          |                               | Verwerhoek 5                                                                          | 50° 50' 47" NB, 5° 41' 21" OL | 27681  | Meer afbeeldingen                                              |
| Huis met eenvoudige lijstgevel, voorzien van hoekblokken en een ingang en vensters in Naamse steen.                                                                                                  | Gebouw                    |                                   |                               | Verwerhoek 6                                                                          | 50° 50' 46" NB, 5° 41' 21" OL | 27682  | Meer afbeeldingen                                              |
| Een laatgotische poort met gedrukte geprofileerde poort, herbouwd tegen de 13e-eeuwse stadsmuur. | Gebouw                    | 13e eeuw e.v.                     |                               | Verwerhoek 7                                                                          | 50° 50' 46" NB, 5° 41' 21" OL | 27684  | Meer afbeeldingen                                              |
| Watermolen de Ancker | Industrie- en poldermolen | 1775                              |                               | Vijfkoppen 1                                                                          | 50° 50' 43" NB, 5° 41' 40" OL | 27725  | Meer afbeeldingen                                              |
| Huis met brede gepleisterde lijstgevel met mezzanino. Links in de onderpui met blokwerk een rondbogige koetspoort.                                                                                   | Woonhuis                  | eerste helft 19e eeuw             |                               | Witmakersstraat 5                                                                     | 50° 50' 48" NB, 5° 41' 29" OL | 27726  | Meer afbeeldingen                                              |
| Huis met lijstgevel, gepleisterd en met moderne erker. Ankers A 16.. . | Gebouw                    | 17e eeuw                          |                               | Witmakersstraat 5A                                                                    | 50° 50' 48" NB, 5° 41' 29" OL | 27727  | Meer afbeeldingen                                              |
| Huis met brede gepleisterde lijstgevel en koetspoort. | Gebouw                    | 18e eeuw                          |                               | Witmakersstraat 7                                                                     | 50° 50' 48" NB, 5° 41' 28" OL | 27728  | Meer afbeeldingen                                              |
| Huis met lijstgevel, van mergel met vensters in uitspringende segmentboogomlijstingen onder een bij de sluitstenen omgekorniste profiellijst.                                                        | Gebouw                    | 18e eeuw                          |                               | Witmakersstraat 9                                                                     | 50° 50' 48" NB, 5° 41' 27" OL | 27729  | Meer afbeeldingen                                              |
| Huis met lijstgevel, voorzien van vensters in segmentboogomlijstingen van Naamse steen en onderbroken verticale reliefbanden.                                                                        | Gebouw                    | 18e eeuw                          |                               | Witmakersstraat 11                                                                    | 50° 50' 48" NB, 5° 41' 27" OL | 27731  | Meer afbeeldingen                                              |
| Huis met lijstgevel. | Gebouw                    | eerste helft 18e eeuw             |                               | Witmakersstraat 21                                                                    | 50° 50' 48" NB, 5° 41' 26" OL | 27732  | Meer afbeeldingen                                              |
| Huis met smalle lijstgevel, voorzien van vensters in Naamse steen, horizontale reliefbanden en profiellijsten, gevelsteen 17 06.                                                                     | Gebouw                    | 1706                              |                               | Witmakersstraat 23                                                                    | 50° 50' 48" NB, 5° 41' 26" OL | 27733  | Meer afbeeldingen                                              |
| Huis met hoge en brede lijstgevel. | Gebouw                    | 18e eeuw                          |                               | Witmakersstraat 25                                                                    | 50° 50' 48" NB, 5° 41' 26" OL | 27734  | Meer afbeeldingen                                              |
| Huis met lijstgevel. | Gebouw                    | 18e eeuw                          |                               | Witmakersstraat 27                                                                    | 50° 50' 48" NB, 5° 41' 26" OL | 27735  | Meer afbeeldingen                                              |
| Nieuwenhofkapel en vm. begijnhof, thans University College Maastricht. | Kerkelijke gebouwen       | 1489 (koor kerk), 1662 (klooster) |                               | Zwingelput 2                                                                          | 50° 50' 40" NB, 5° 41' 19" OL | 27757  | Meer afbeeldingen                                              |

### Kommelkwartier
In de buurt Kommelkwartier  bevinden zich 112 rijksmonumenten. Een concentratie van 10 rijksmonumenten bevindt zich aan de Abtstraat. Aan de randen van de buurt bevinden zich eveneens straten met veel rijksmonumenten: Brusselsestraat, Tongersestraat en Sint Servaasklooster, waarvan zich respectievelijk 39, 30 en 15 rijksmonumenten in het Kommelkwartier bevinden. Daarnaast bevinden zich in deze buurt 18 rijksmonumenten aan andere straten. Hieronder een overzicht.
| Object | Oorspronkelijke functie?  | Bouwjaar              | Architect       | Locatie                                | Coördinaten?                  | Nr.?   | Afbeelding |
| --- | ------------------------- | --------------------- | --------------- | -------------------------------------- | ----------------------------- | ------ | --- |
| Boerderij met lijstgevel en segmentboogpoort uit 1848.                                                                    | Boerderij                 | 1848                  |                 | Calvariestraat 18                      | 50° 50' 52" NB, 5° 40' 56" OL | 26926  | Meer afbeeldingen |
| Pand, waarvan de gevel eindigt in een muizetandlijst.                                                                     | Woonhuis                  |                       |                 | Calvariestraat 20                      | 50° 50' 52" NB, 5° 40' 56" OL | 26927  | Meer afbeeldingen |
| Boerderij, waarvan de gevel eindigt in een muizetandlijst.                                                                | Boerderij                 | 1612 (poort)          |                 | Calvariestraat 22                      | 50° 50' 53" NB, 5° 40' 55" OL | 26928  | Meer afbeeldingen |
| Huis met lijstgevel. | Woonhuis                  | 19e eeuw              |                 | Calvariestraat 24                      | 50° 50' 52" NB, 5° 40' 55" OL | 26929  | Meer afbeeldingen |
| In zakelijk expressionistische stijl gebouwde praktijkwoning, in opdracht van de CoöperatieveBouwvereniging "Ons Belang". | Werk-woonhuis             | 1933                  | Alphons Boosten | Hertogsingel 43                        | 50° 50' 52" NB, 5° 40' 45" OL | 506647 | In zakelijk expressionistische stijl gebouwde praktijkwoning, in opdracht van de CoöperatieveBouwvereniging "Ons Belang". |
| Huis met lijstgevel. | Gebouw                    | eerste helft 18e eeuw |                 | Jekerstraat 17                         | 50° 50' 56" NB, 5° 40' 50" OL | 27123  | Meer afbeeldingen |
| Huis met brede, door twee uitspringende horizontale banden gelede lijstgevel.                                             | Woonhuis                  | eerste helft 18e eeuw |                 | Jekerstraat 19                         | 50° 50' 56" NB, 5° 40' 50" OL | 27124  | Meer afbeeldingen |
| Huis met lijstgevel. | Gebouw                    | 19e eeuw              |                 | Jekerstraat 39                         | 50° 50' 53" NB, 5° 40' 52" OL | 27125  | Upload foto |
| Huisje met lijstgevel, blijkens jaartalstenen uit 1718.                                                                   | Gebouw                    | 1718                  |                 | Kommel 1                               | 50° 50' 58" NB, 5° 41' 6" OL  | 27249  | Meer afbeeldingen |
| Huis. Voorgevel vernieuwd.                                                                                                | Woonhuis                  | 18e eeuw              |                 | Kommel 15                              | 50° 50' 57" NB, 5° 41' 5" OL  | 27250  | Meer afbeeldingen |
| Hoekhuis, met hardstenen kozijnen.                                                                                        | Gebouw                    | eerste helft 18e eeuw |                 | Kommel 26                              | 50° 50' 54" NB, 5° 41' 3" OL  | 27251  | Meer afbeeldingen |
| Pand, onder een dak met de nrs Kommel 26, 28.                                                                             | Woonhuis                  |                       |                 | Kommel 30                              | 50° 50' 54" NB, 5° 41' 3" OL  | 27252  | Meer afbeeldingen |
| De Stuers | Vergadering en vereniging | 1903                  | P.J.H. Cuijpers | Kruisherengang 12                      | 50° 50' 55" NB, 5° 41' 0" OL  | 506652 | Meer afbeeldingen |
| Hoekhuis, waarvan de gevels eindigen in een hoofdgestel met consoles.                                                     | Gebouw                    | 17e eeuw              |                 | Kruisherengang 18A / Calvariestraat 2B | 50° 50' 53" NB, 5° 41' 1" OL  | 26924  | Hoekhuis, waarvan de gevels eindigen in een hoofdgestel met consoles.                                                     |
| Voormalige Kruisherenkerk, thans hotel                                                                                    | Kerk en kerkonderdeel     | 15e eeuw              |                 | Kruisherengang 21                      | 50° 50' 55" NB, 5° 41' 2" OL  | 27253  | Meer afbeeldingen |
| Voormalig Kruisherenklooster                                                                                              | Klooster, kloosteronderdl | 15e eeuw e.v.         |                 | Kruisherengang 21                      | 50° 50' 55" NB, 5° 41' 1" OL  | 27254  | Meer afbeeldingen |
| Sterk gerestaureerd gebouw, waarvan het zadeldak aan de oostzijde wordt afgesloten door een trapgevel                     | Woonhuis                  | eerste helft 17e eeuw |                 | Kruisherengang 23                      | 50° 50' 53" NB, 5° 41' 2" OL  | 27255  | Meer afbeeldingen |
| Bejaardenflat Aldenhof | Sociale zorg, liefdadigh. | 1953                  | J.H.A. Huysmans | St Servaasbolwerk 11-71                | 50° 50' 49" NB, 5° 40' 53" OL | 530897 | Meer afbeeldingen |

### Sint Maartenspoort
De buurt Sint Maartenspoort kent 28 rijksmonumenten (145 panden/objecten). Daarvan ligt er 1 aan de Wilhelminasingel. Voor een beschrijving zie de Lijst van rijksmonumenten in Maastricht/Wilhelminasingel. Hieronder een overzicht van de overige 27 rijksmonumenten.
| Object | Oorspronkelijke functie?  | Bouwjaar | Architect                      | Locatie                     | Coördinaten?                  | Nr.?   | Afbeelding |
| --- | ------------------------- | -------- | ------------------------------ | --------------------------- | ----------------------------- | ------ | --- |
| Twee arbeiderswoningen onder één kap op een rechthoekige plattegrond. | Woonhuis                  | 1920-21  | Z. Gulden en J. Geldmaker      | Albertiplein 24             | 50° 51' 19" NB, 5° 42' 3" OL  | 506914 | Twee arbeiderswoningen onder één kap op een rechthoekige plattegrond.                                                                                   |
| Tien arbeiderswoningen onder één kap. | Woonhuis                  | 1920-21  | Z. Gulden en J. Geldmaker      | Albertiplein 2              | 50° 51' 20" NB, 5° 42' 4" OL  | 506915 | Tien arbeiderswoningen onder één kap. |
| Twee arbeiderswoningen onder één kap op een rechthoekige plattegrond. | Woonhuis                  | 1920-21  | Z. Gulden en J. Geldmaker      | Antonius Bieleveltstraat 34 | 50° 51' 22" NB, 5° 41' 59" OL | 506898 | Twee arbeiderswoningen onder één kap op een rechthoekige plattegrond.                                                                                   |
| Twee arbeiderswoningen onder één kap op een rechthoekige plattegrond. | Woonhuis                  | 1920-21  | Z. Gulden en J. Geldmaker      | Antonius Bieleveltstraat 23 | 50° 51' 22" NB, 5° 41' 59" OL | 506899 | Twee arbeiderswoningen onder één kap op een rechthoekige plattegrond.                                                                                   |
| Vier arbeiderswoningen op een rechthoekige plattegrond. | Woonhuis                  | 1920-21  | Z. Gulden en J. Geldmaker      | Antonius Bieleveltstraat 15 | 50° 51' 22" NB, 5° 41' 60" OL | 506900 | Vier arbeiderswoningen op een rechthoekige plattegrond.                                                                                                 |
| Zeventien arbeiderswoningen onder één kap. | Woonhuis                  | 1920-21  | Z. Gulden en J. Geldmaker      | Antonius Bieleveltstraat 2  | 50° 51' 22" NB, 5° 42' 3" OL  | 506901 | Zeventien arbeiderswoningen onder één kap. |
| Vijf middenstandswoningen in een straatwand op een L-vormige plattegrond | Woonhuis                  | 1920-21  | Z. Gulden en J. Geldmaker      | Franciscus Romanusweg 4     | 50° 51' 23" NB, 5° 41' 57" OL | 506896 | Vijf middenstandswoningen in een straatwand op een L-vormige plattegrond                                                                                |
| Achttien middenstandswoningen in een straatwand op een W-vormige plattegrond. | Woonhuis                  | 1920-21  | Z. Gulden en J. Geldmaker      | Franciscus Romanusweg 8     | 50° 51' 20" NB, 5° 41' 58" OL | 506897 | Achttien middenstandswoningen in een straatwand op een W-vormige plattegrond.                                                                           |
| Vijf middenstandswoningen in een straatwand op een L-vormige plattegrond. | Woonhuis                  | 1920-21  | Z. Gulden en J. Geldmaker      | Franciscus Romanusweg 24a   | 50° 51' 17" NB, 5° 41' 57" OL | 506902 | Vijf middenstandswoningen in een straatwand op een L-vormige plattegrond.                                                                               |
| Woonhuis met kantoorruimte in zakelijk expressionistische stijl, gebouwd in opdracht van de Coöperatieve Bouwvereniging 'Ons Belang' te Maastricht.                                                                          | Werk-woonhuis             | 1924     | Alphons Boosten                | Franciscus Romanusweg 44    | 50° 51' 13" NB, 5° 41' 57" OL | 506678 | Meer afbeeldingen |
| Suringarschool | Onderwijs en wetenschap   | 1923     | H.A.M. de Ronde en W. de Vrind | Franciscus Romanusweg 50    | 50° 51' 10" NB, 5° 41' 56" OL | 506679 | Suringarschool |
| Twee arbeiderswoningen onder één kap op een rechthoekige plattegrond. | Woonhuis                  | 1920-21  | Z. Gulden en J. Geldmaker      | Karel de Vogelstraat 14     | 50° 51' 19" NB, 5° 41' 59" OL | 506903 | Twee arbeiderswoningen onder één kap op een rechthoekige plattegrond.                                                                                   |
| Vier arbeiderswoningen op een rechthoekige plattegrond. | Woonhuis                  | 1920-21  | Z. Gulden en J. Geldmaker      | Karel de Vogelstraat 6      | 50° 51' 18" NB, 5° 42' 0" OL  | 506904 | Vier arbeiderswoningen op een rechthoekige plattegrond.                                                                                                 |
| Twee arbeiderswoningen onder één kap op een rechthoekige plattegrond. | Woonhuis                  | 1920-21  | Z. Gulden en J. Geldmaker      | Karel de Vogelstraat 19     | 50° 51' 18" NB, 5° 41' 59" OL | 506905 | Twee arbeiderswoningen onder één kap op een rechthoekige plattegrond.                                                                                   |
| Vier arbeiderswoningen op een rechthoekige plattegrond. | Woonhuis                  | 1920-21  | Z. Gulden en J. Geldmaker      | Karel de Vogelstraat 11     | 50° 51' 18" NB, 5° 42' 0" OL  | 506906 | Vier arbeiderswoningen op een rechthoekige plattegrond.                                                                                                 |
| Vijf arbeiderswoningen onder één kap. | Woonhuis                  | 1920-21  | Z. Gulden en J. Geldmaker      | Karel de Vogelstraat 1      | 50° 51' 18" NB, 5° 42' 2" OL  | 506907 | Vijf arbeiderswoningen onder één kap. |
| Twee arbeiderswoningen onder één kap op een rechthoekige plattegrond. | Woonhuis                  | 1920-21  | Z. Gulden en J. Geldmaker      | Karel de Vogelstraat 2      | 50° 51' 19" NB, 5° 42' 1" OL  | 506908 | Twee arbeiderswoningen onder één kap op een rechthoekige plattegrond.                                                                                   |
| Protestants tehuis, met ontspanningsruimten en toneelzaal, in zakelijk expressionistische stijl. Gebouwd in opdracht van de Vereeniging Suringarschool.                                                                      | Vergadering en vereniging | 1931     | Alphons Boosten                | Louis Loyensstraat 5        | 50° 51' 11" NB, 5° 41' 58" OL | 506668 | Protestants tehuis, met ontspanningsruimten en toneelzaal, in zakelijk expressionistische stijl. Gebouwd in opdracht van de Vereeniging Suringarschool. |
| Woonhuis-atelier van glazenier J. Rosier, die opdrachtgever was voor de bouw van zijn in expressionistische stijl ontworpen pand.                                                                                            | Werk-woonhuis             | 1921     | Alphons Boosten en J. Ritzen   | Lyonnetstraat 12            | 50° 51' 6" NB, 5° 42' 2" OL   | 506669 | Woonhuis-atelier van glazenier J. Rosier, die opdrachtgever was voor de bouw van zijn in expressionistische stijl ontworpen pand.                       |
| Tien arbeiderswoningen onder één kap. | Woonhuis                  | 1920-21  | Z. Gulden en J. Geldmaker      | Schildersplein 10           | 50° 51' 21" NB, 5° 42' 1" OL  | 506909 | Tien arbeiderswoningen onder één kap. |
| Drie arbeiderswoningen onder één kap op een rechthoekige plattegrond. | Woonhuis                  | 1920-21  | Z. Gulden en J. Geldmaker      | Schildersplein 8            | 50° 51' 21" NB, 5° 42' 1" OL  | 506910 | Drie arbeiderswoningen onder één kap op een rechthoekige plattegrond.                                                                                   |
| Zes arbeiderswoningen | Woonhuis                  | 1920-21  | Z. Gulden en J. Geldmaker      | Schildersplein 2            | 50° 51' 21" NB, 5° 41' 60" OL | 506911 | Zes arbeiderswoningen |
| Zes arbeiderswoningen | Woonhuis                  | 1920-21  | Z. Gulden en J. Geldmaker      | Schildersplein 24           | 50° 51' 20" NB, 5° 41' 59" OL | 506912 | Zes arbeiderswoningen |
| Drie arbeiderswoningen onder één kap op een rechthoekige plattegrond. | Woonhuis                  | 1920-21  | Z. Gulden en J. Geldmaker      | Schildersplein 20           | 50° 51' 19" NB, 5° 42' 1" OL  | 506913 | Drie arbeiderswoningen onder één kap op een rechthoekige plattegrond.                                                                                   |
| Ambachtsschool | Onderwijs en wetenschap   | 1911     | H.G. Burgers en L.E. Charels   | Sint Maartenslaan 26        | 50° 51' 5" NB, 5° 42' 7" OL   | 506670 | Meer afbeeldingen |
| Zeven arbeiderswoningen, als geheel een aaneengesloten L-vormige straatwand. Gebouwd in opdracht van de socialistische Woningvereniging Beter Wonen, in een door de Amsterdamse School beïnvloede bouwtrant.                 | Woonhuis                  | 1919     | Z. Gulden en J. Geldmaker      | Tischbeinstraat 8           | 50° 51' 12" NB, 5° 42' 7" OL  | 506835 | Meer afbeeldingen |
| Twintig arbeiderswoningen, twee winkels, als geheel een aaneengesloten U-vormige straatwand. Gebouwd in opdracht van de socialistische Woningvereniging Beter Wonen, in een door de Amsterdamse School beïnvloede bouwtrant. | Woonhuis                  | 1919     | Z. Gulden en J.Geldmaker       | Van den Berghstraat 2       | 50° 51' 11" NB, 5° 42' 7" OL  | 506834 | Meer afbeeldingen |

### Statenkwartier
De buurt Statenkwartier telt 159 rijksmonumenten. Grote concentraties bevinden zich aan de Bogaardenstraat (25 rijksmonumenten) en Capucijnenstraat (17 rijksmonumenten). Aan de rand van deze buurt liggen vier straten met veel rijksmonumenten, waarvan een deel van de rijksmonumentale bebouwing in het Statenkwartier ligt: Boschstraat (32 rijksmonumenten in Statenkwartier), Brusselsestraat (31), Grote Gracht (24) en Markt (16). Daarnaast telt de buurt Statenkwartier 14 rijksmonumenten in andere straten. Hieronder een overzicht.
| Object | Oorspronkelijke functie?  | Bouwjaar              | Architect       | Locatie                   | Coördinaten?                  | Nr.?   | Afbeelding           |
| --- | ------------------------- | --------------------- | --------------- | ------------------------- | ----------------------------- | ------ | -------------------- |
| Sint-Andrieskerk en -klooster | Gebouw                    | 15e eeuw              |                 | Achter de Barakken 31     | 50° 51' 15" NB, 5° 41' 17" OL | 26645  | Meer afbeeldingen    |
| Arbeidsbeurs | Sociale zorg, liefdadigh. | 1925                  |                 | Batterijstraat 50         | 50° 51' 7" NB, 5° 41' 21" OL  | 506617 | Arbeidsbeurs         |
| Huis van Pijls | Woonhuis                  | 1900                  | Jac. van Gils   | Batterijstraat 58         | 50° 51' 5" NB, 5° 41' 21" OL  | 506618 | Huis van Pijls       |
| Pand met gewijzigde lijstgevel, waarin zich een koetspoort bevindt.                                                                           | Gebouw                    | eerste helft 18e eeuw |                 | Batterijstraat 28         | 50° 51' 10" NB, 5° 41' 20" OL | 26697  | Meer afbeeldingen    |
| Huis met in de lijstgevel, twee kruiskozijnen en een ingangsomlijsting met bovenlicht van Naamse steen.                                       | Gebouw                    | eerste helft 18e eeuw |                 | Batterijstraat 32         | 50° 51' 9" NB, 5° 41' 20" OL  | 26698  | Meer afbeeldingen    |
| Huis met in de brede lijstgevel, segmentboogvensters en een ingangsomlijsting met bovenlicht van Naamse steen. Gevelsteen met ruiter en 1665. | Gebouw                    | 18e eeuw              |                 | Batterijstraat 34         | 50° 51' 9" NB, 5° 41' 20" OL  | 26699  | Meer afbeeldingen    |
| Voormalig Cellebroedersklooster. | Klooster, kloosteronderdl | 1705 e.v.             |                 | Kapel Cellebroedersstraat | 50° 51' 1" NB, 5° 40' 57" OL  | 26947  | Meer afbeeldingen    |
| Poort uit 1735. | Gebouw                    | 1735                  |                 | Poort Cellebroedersstraat | 50° 51' 0" NB, 5° 40' 57" OL  | 26948  | Poort uit 1735.      |
| Synagoge Maastricht. | Gebouw                    | 1839-40               | Mathijs Hermans | Capucijnengang 2          | 50° 51' 6" NB, 5° 41' 17" OL  | 26930  | Meer afbeeldingen    |
| Huis met lijstgevel. | Woonhuis                  | 18e eeuw              |                 | Capucijnengang 3          | 50° 51' 4" NB, 5° 41' 16" OL  | 26931  | Huis met lijstgevel. |
| Capucijnenkerk | Kerk en kerkonderdeel     | 1610-1615             |                 | Capucijnengang 6          | 50° 51' 6" NB, 5° 41' 15" OL  | 26932  | Meer afbeeldingen    |
| Sint-Servatiusschool | Onderwijs en wetenschap   | 1912                  | J.G.H. Schoth   | Herbenusstraat 89         | 50° 51' 2" NB, 5° 40' 53" OL  | 506646 | Meer afbeeldingen    |
| Woonhuis in eclectische bouwstijl, met diverse Jugendstil-elementen.                                                                          | Woonhuis                  | 1904-1905             | A. Deussen      | Herbenusstraat 132        | 50° 51' 4" NB, 5° 40' 51" OL  | 506666 | Meer afbeeldingen    |
| Woonhuis in eclectische bouwstijl met diverse elementen van Jugendstil.                                                                       | Woonhuis                  | 1904-1905             | A. Deussen      | Herbenusstraat 134        | 50° 51' 4" NB, 5° 40' 50" OL  | 506710 | Meer afbeeldingen    |

### Wyck
De buurt Wyck telt 207 rijksmonumenten. De grootste concentraties rijksmonumenten bevinden zich aan de Rechtstraat (81 monumenten), Hoogbrugstraat (60 monumenten), Wycker Brugstraat (14 monumenten) en Wilhelminasingel (11 monumenten). Daarnaast kent de buurt Wyck nog 41 rijksmonumenten verspreid over andere straten. Hieronder een overzicht.
| Object | Oorspronkelijke functie?      | Bouwjaar               | Architect             | Locatie                                                | Coördinaten?                  | Nr.?   | Afbeelding |
| --- | ----------------------------- | ---------------------- | --------------------- | ------------------------------------------------------ | ----------------------------- | ------ | --- |
| Transformatorhuis / "inkoopstation" | Nutsbedrijf                   | ca. 1925               |                       | Akerstraat 8                                           | 50° 50' 52" NB, 5° 42' 19" OL | 506706 | Transformatorhuis / "inkoopstation"                                                                                        |
| Woonhuis-magazijn in een door de art nouveau beïnvloede bouwstijl. | Opslag                        | 1906                   | C.L.J. Hoogenstraaten | Alexander Battalaan 83                                 | 50° 50' 53" NB, 5° 42' 16" OL | 506613 | Meer afbeeldingen |
| Wiebengahal | Fabriekshal Société Céramique | 1912                   | J.G. Wiebenga         | Avenue Céramique 224 (oorspronkelijk: Hoge Barakken 6) | 50° 50' 33" NB, 5° 42' 6" OL  | 413376 | Meer afbeeldingen |
| Huis met lijstgevel, vensters met rechthoekige omramingen en ijzeren raamhekjes. | Woonhuis                      | 19e eeuw               |                       | Corversplein 5                                         | 50° 50' 57" NB, 5° 41' 51" OL | 27758  | Meer afbeeldingen |
| Huis met lijstgevel, voorzien van rechthoekige omramingen van hardsteen. | Gebouw                        | 19e eeuw               |                       | Corversplein 11                                        | 50° 50' 56" NB, 5° 41' 51" OL | 27759  | Meer afbeeldingen |
| Huis met lijstgevel van Naamse steen. Gevelsteen 17 IN DEN GRUDTMEULEN 40. | Woonhuis                      | 1740                   |                       | Corversplein 12                                        | 50° 50' 56" NB, 5° 41' 51" OL | 27760  | Meer afbeeldingen |
| Villa Weltevreden, gebouwd in traditioneel-ambachtelijke stijl, met elementen van neo-renaissance.                                                                                        | Woonhuis                      | ca. 1880               |                       | Heugemerweg 57-57A                                     | 50° 50' 39" NB, 5° 42' 19" OL | 506648 | Meer afbeeldingen |
| Pakhuis, met in de lijstgevel een rondbogig poortje in Naamse steen en venstertjes met gedrukte bogen. Achtergevel aan de Waterpoort in dezelfde trant doch zonder oorspronkelijke poort. | Gebouw                        | eerste helft 18e eeuw  |                       | Kaleminkstraat 1                                       | 50° 50' 51" NB, 5° 41' 53" OL | 27819  | Meer afbeeldingen |
| Huisje met eenvoudige lijstgevel | Gebouw                        |                        |                       | Kattenstraat 5                                         | 50° 50' 56" NB, 5° 41' 56" OL | 27820  | Meer afbeeldingen |
| Huisje met eenvoudige lijstgevel | Gebouw                        |                        |                       | Kattenstraat 9                                         | 50° 50' 56" NB, 5° 41' 56" OL | 27821  | Meer afbeeldingen |
| Huisje met eenvoudige lijstgevel. Rondboogpoortje met 1606. | Woonhuis                      | 17e eeuw               |                       | Kattenstraat 11                                        | 50° 50' 56" NB, 5° 41' 55" OL | 27822  | Meer afbeeldingen |
| Maaspunttoren | Omwalling                     | 14e eeuw               |                       | Maaspuntweg/Aan de Recentoren                          | 50° 50' 46" NB, 5° 41' 55" OL | 28022  | Meer afbeeldingen |
| Brouwhuis Brouwerij de Ridder | Industrie                     | 1929-1930              | J. Joosten            | Oeverwal 9                                             | 50° 51' 0" NB, 5° 41' 51" OL  | 506676 | Meer afbeeldingen |
| Voormalige goederenloods van de Nederlandse Spoorwegen. Gebouwd in een door het Berlagianisme beïnvloede bouwstijl, in opdracht van de Maatschappij tot Exploitatie van Staatsspoorwegen. | Opslag                        | ca. 1915               | Ir. G.W. van Heukelom | Parallelweg 99                                         | 50° 51' 2" NB, 5° 42' 18" OL  | 508134 | Meer afbeeldingen |
| Seinhuis Post T | Overheidsgebouw               | 1932-1933              | Sybold van Ravesteyn  | Parallelweg, horend bij Stationsplein 25               | 50° 50' 58" NB, 5° 42' 20" OL | 46783  | Meer afbeeldingen |
| Bisquit- of Bordenhal van de Société Céramique | Industrie                     | ca. 1880               |                       | Plein 1992 (voorheen Maaspuntweg 38)                   | 50° 50' 49" NB, 5° 42' 9" OL  | 506748 | Meer afbeeldingen |
| Herenhuis, in een mengsel van art-nouveau- en chaletstijl. | Woonhuis                      | 1901                   | Willem Sprenger       | Spoorweglaan 7 / hoek Bourgognestraat                  | 50° 50' 55" NB, 5° 42' 18" OL | 506686 | Meer afbeeldingen |
| Art-nouveau-herenhuis. | Woonhuis                      | 1910                   |                       | Spoorweglaan 15                                        | 50° 50' 53" NB, 5° 42' 19" OL | 506687 | Art-nouveau-herenhuis. |
| Hoog huis, waarvan de voorgevel eindigt in een hoofdgestel met consoles. | Gebouw                        | 18e eeuw               |                       | Stenenwal 23                                           | 50° 50' 53" NB, 5° 41' 52" OL | 27904  | Meer afbeeldingen |
| Huis met lijstgevel. | Woonhuis                      | eerste helft 18e eeuw  |                       | Stenenwal 24                                           | 50° 50' 53" NB, 5° 41' 52" OL | 27905  | Meer afbeeldingen |
| Huis met lijstgevel. | Woonhuis                      | 17e eeuw               |                       | Stenenwal 25                                           | 50° 50' 53" NB, 5° 41' 52" OL | 27906  | Meer afbeeldingen |
| Wycker Waterpoort | Omwalling                     | 18e eeuw herbouwd      |                       | Stenenwal/Waterpoort                                   | 50° 51' 42" NB, 5° 42' 3" OL  | 28024  | Meer afbeeldingen |
| Station Maastricht | Transport                     | 1912-1915              |                       | Stationsplein 25                                       | 50° 50' 58" NB, 5° 42' 20" OL | 506688 | Meer afbeeldingen |
| Paardendrinkbak en straatklok | Straatmeubilair               | 1850-1900              |                       | tegenover Stationsstraat 60                            | 50° 50' 58" NB, 5° 42' 4" OL  | 506703 | Meer afbeeldingen |
| Grand Hotel de l'Empereur | Horeca                        | 1902-1905              | Jacques van Gils      | Stationsstraat 2                                       | 50° 50' 59" NB, 5° 42' 16" OL | 506689 | Meer afbeeldingen |
| Postkantoor met politiebureau | Overheidsgebouw               | ca. 1890               |                       | Stationsstraat 60                                      | 50° 50' 59" NB, 5° 42' 4" OL  | 506690 | Meer afbeeldingen |
| Huis met lijstgevel. Boven de ingang 17 INT BLAUW HUYS 67. | Gebouw                        | 1767                   |                       | Wycker Grachtstraat 34                                 | 50° 50' 53" NB, 5° 41' 58" OL | 27917  | Huis met lijstgevel. Boven de ingang 17 INT BLAUW HUYS 67.                                                                 |
| Poortgebouw met poort in Naamse steen, blijkens het jaartal op de sluitsteen uit 1773. | Gebouw                        | 1773                   |                       | Wycker Grachtstraat 38                                 | 50° 50' 52" NB, 5° 41' 58" OL | 27918  | Poortgebouw met poort in Naamse steen, blijkens het jaartal op de sluitsteen uit 1773.                                     |
| Huis met mergelstenen kroonlijst, boven vlakke mergelblokken. | Woonhuis                      | laatste helft 17e eeuw |                       | Wycker Grachtstraat 39                                 | 50° 50' 52" NB, 5° 41' 59" OL | 27919  | Huis met mergelstenen kroonlijst, boven vlakke mergelblokken.                                                              |
| Huis met lijstgevel; de verdieping met een venster in Naamse steen, geflankeerd door twee kleinere. Gevelstenen met 17 52.                                                                | Gebouw                        | 1752                   |                       | Wycker Grachtstraat 40                                 | 50° 50' 52" NB, 5° 41' 58" OL | 27920  | Huis met lijstgevel; de verdieping met een venster in Naamse steen, geflankeerd door twee kleinere. Gevelstenen met 17 52. |
| Huisje met lijstgevel. | Gebouw                        |                        |                       | Wycker Grachtstraat 48                                 | 50° 50' 51" NB, 5° 41' 58" OL | 27860  | Huisje met lijstgevel. |
| Huis met aan de straat een halve topgevel, gedeeltelijk met mergelbanden. | Gebouw                        |                        |                       | Wycker Grachtstraat 50                                 | 50° 50' 51" NB, 5° 41' 58" OL | 27922  | Meer afbeeldingen |
| Huis met lijstgevel, voorzien van een geprofileerde ingangsomlijsting van Naamse steen, met oreillons.                                                                                    | Gebouw                        | 19e eeuw               |                       | Wycker Heidenstraat 9                                  | 50° 50' 59" NB, 5° 41' 52" OL | 27923  | Meer afbeeldingen |
| Huis met lijstgevel. Zijgevel met ankers 16.. . | Gebouw                        | 18e eeuw               |                       | Wycker Pastoorstraat 2                                 | 50° 51' 2" NB, 5° 41' 53" OL  | 27924  | Huis met lijstgevel. Zijgevel met ankers 16.. .                                                                            |
| Huis met smalle mergelstenen lijstgevel, voorzien van rondboogvensters boven een pui met blokwerk opzij.                                                                                  | Woonhuis                      | 19e eeuw               |                       | Wycker Pastoorstraat 3                                 | 50° 51' 1" NB, 5° 41' 54" OL  | 27925  | Huis met smalle mergelstenen lijstgevel, voorzien van rondboogvensters boven een pui met blokwerk opzij.                   |
| Huis met lijstgevel. | Gebouw                        | 18e eeuw               |                       | Wycker Pastoorstraat 4                                 | 50° 51' 2" NB, 5° 41' 53" OL  | 27926  | Huis met lijstgevel. |
| Huis met lijstgevel. | Gebouw                        | 18e eeuw               |                       | Wycker Pastoorstraat 6                                 | 50° 51' 2" NB, 5° 41' 52" OL  | 27927  | Huis met lijstgevel. |
| Huis met lijstgevel. | Woonhuis                      | 18e eeuw               |                       | Wycker Smedenstraat 3                                  | 50° 50' 56" NB, 5° 41' 52" OL | 27928  | Meer afbeeldingen |
| Huis met lijstgevel. Gevelsteen met laurierboom. | Gebouw                        | eerste helft 18e eeuw  |                       | Wycker Smedenstraat 5                                  | 50° 50' 55" NB, 5° 41' 52" OL | 27929  | Meer afbeeldingen |
| Huis met smalle lijstgevel. | Gebouw                        | 18e eeuw               |                       | Wycker Smedenstraat 8                                  | 50° 50' 56" NB, 5° 41' 52" OL | 27930  | Meer afbeeldingen |
| Stoombierbrouwerij De Keyzer | Industrie                     | 1870                   |                       | Wycker Grachtstraat 26                                 | 50° 50' 55" NB, 5° 41' 58" OL | 506704 | Meer afbeeldingen |

## Oost
De wijk Maastricht-Oost telt 59 rijksmonumenten, verdeeld over de volgende buurten.

### Amby
De buurt Amby telt 13 rijksmonumenten (29 panden/objecten). Hieronder een overzicht.
| Object | Oorspronkelijke functie?  | Bouwjaar               | Architect | Locatie                         | Coördinaten?                  | Nr.?   | Afbeelding |
| --- | ------------------------- | ---------------------- | --------- | ------------------------------- | ----------------------------- | ------ | --- |
| 17 hardstenen grafzerken rondom en gedeeltelijk in een ondergrondse grafkelder bij de Sint-Walburgakerk, die zelf geen rijksmonument is                                   | Begraafplaats en -onderdl | 17e - 19e eeuw         |           | Ambyerstraat-Noord 1, Amby      | 50° 51' 43" NB, 5° 43' 56" OL | 28031  | 17 hardstenen grafzerken rondom en gedeeltelijk in een ondergrondse grafkelder bij de Sint-Walburgakerk, die zelf geen rijksmonument is |
| Eenvoudig gewit huis, met ingang en vensters in Naamse steen. | Gebouw                    | 18e eeuw               |           | Ambyerstraat-Noord 2, Amby      | 50° 51' 42" NB, 5° 43' 57" OL | 28032  | Eenvoudig gewit huis, met ingang en vensters in Naamse steen.                                                                           |
| Hoeve Waterrijk. | Gebouw                    | 17e eeuw - 18e eeuw    |           | Ambyerstraat-Noord, Amby        | 50° 52' 15" NB, 5° 43' 59" OL | 28040  | Meer afbeeldingen |
| Gravenhof, gegroepeerd om een binnenplaats. | Gebouw                    | 18e eeuw               |           | Ambyerstraat-Zuid 139, Amby     | 50° 51' 37" NB, 5° 43' 41" OL | 28033  | Meer afbeeldingen |
| Voormalige lagere school, thans kinderdagverblijf Kastanjehof. | Onderwijs en wetenschap   | 1900                   |           | Ambyerstraat-Zuid 88, Amby      | 50° 51' 29" NB, 5° 43' 54" OL | 506614 | Meer afbeeldingen |
| Heihof, hoeve gelegen aan binnenplaats. | Boerderij                 | 18e eeuw               |           | Bodemsweg 3, Amby               | 50° 52' 3" NB, 5° 45' 27" OL  | 28038  | Heihof, hoeve gelegen aan binnenplaats.                                                                                                 |
| Heihof, hoeve gelegen aan binnenplaats. | Boerderij                 |                        |           | Bodemsweg 4, Amby               | 50° 52' 3" NB, 5° 45' 28" OL  | 28039  | Meer afbeeldingen |
| Twee grote schuren, de jongste uit 1769. Vormt met Hagenstraat 8 de Tiendschuur of Hagenhof, een schilderachtige groep van gewitte gebouwen om een gesloten binnenplaats. | Gebouw                    | 18e eeuw               |           | Hagenstraat 6, Amby             | 50° 52' 7" NB, 5° 44' 2" OL   | 28041  | Meer afbeeldingen |
| Herenhuis, met mansarde dak, deel uitmakend van de Tiendschuur of Hagenhof.                                                                                               | Gebouw                    | laatste helft 18e eeuw |           | Hagenstraat 8, Amby             | 50° 52' 6" NB, 5° 44' 3" OL   | 28042  | Meer afbeeldingen |
| Kasteel Geusselt | Kasteel, buitenplaats     | Vanaf 1620             |           | Marathonweg 1                   | 50° 51' 37" NB, 5° 43' 12" OL | 27977  | Meer afbeeldingen |
| De gebouwen van de hoeve liggen gegroepeerd om een vierkante binnenplaats.                                                                                                | Gebouw                    | 17e eeuw               |           | Westrand 23-A, Amby             | 50° 51' 44" NB, 5° 43' 41" OL | 28044  | Meer afbeeldingen |
| Huis Severen | Gebouw                    | 1742                   |           | Severenstraat 8, Amby           | 50° 51' 45" NB, 5° 43' 28" OL | 28043  | Meer afbeeldingen |
| Huize Kampveld | Woonhuis                  | ca. 1880               |           | Van Slijpestraat 2a t/m n, Amby | 50° 51' 44" NB, 5° 43' 48" OL | 506685 | Meer afbeeldingen |

### Limmel
De buurt Limmel kent 3 rijksmonumenten. Zie  hieronder een overzicht.
| Object                                 | Oorspronkelijke functie?  | Bouwjaar             | Architect | Locatie                    | Coördinaten?                 | Nr.?  | Afbeelding        |
| -------------------------------------- | ------------------------- | -------------------- | --------- | -------------------------- | ---------------------------- | ----- | ----------------- |
| Kasteel Bethlehem                      | Gebouw                    | 16e, 18e en 19e eeuw |           | Bethlehemweg 2, Limmel     | 50° 52' 3" NB, 5° 42' 34" OL | 27936 | Meer afbeeldingen |
| Toegangsbrug naar "Kasteel Bethlehem". | Bijgebouwen kastelen enz. |                      |           | Bethlehemweg bij 2, Limmel | 50° 52' 3" NB, 5° 42' 34" OL | 27937 | Meer afbeeldingen |
| Kasteel Jerusalem                      | Kasteel, buitenplaats     | Vanaf 1515           |           | Jeruzalemweg 2, Limmel     | 50° 52' 9" NB, 5° 42' 43" OL | 27958 | Meer afbeeldingen |

### Nazareth
De buurt Nazareth kent 10 rijksmonumenten. Zie hieronder een overzicht.
| Object                                   | Oorspronkelijke functie?  | Bouwjaar            | Architect      | Locatie             | Coördinaten?                  | Nr.?   | Afbeelding                  |
| ---------------------------------------- | ------------------------- | ------------------- | -------------- | ------------------- | ----------------------------- | ------ | --------------------------- |
| Villa Kruisdonk                          | Woonhuis                  | 1880                |                | Kruisdonk 66        | 50° 52' 33" NB, 5° 43' 52" OL | 506842 | Meer afbeeldingen           |
| Engels landschapspark Villa Kruisdonk    | Tuin, park en plantsoen   | 1867                | Gindra         | Kruisdonk 66        | 50° 52' 33" NB, 5° 43' 52" OL | 506843 | Meer afbeeldingen           |
| Koetshuis Kruisdonk                      | Bijgebouwen kastelen enz. | ca. 1900            |                | Kruisdonk 66        | 50° 52' 33" NB, 5° 43' 52" OL | 506844 | Meer afbeeldingen           |
| Portierswoning Kruisdonk                 | Bijgebouwen kastelen enz. | ca. 1900            |                | Kruisdonk 66        | 50° 52' 33" NB, 5° 43' 52" OL | 506845 | Meer afbeeldingen           |
| La Grande Suisse (Huize Mariënwaard)     | Kasteel, buitenplaats     | ca. 1730 / ca. 1865 |                | Mariënwaard 61      | 50° 52' 17" NB, 5° 43' 19" OL | 326352 | Meer afbeeldingen           |
| Villa Kanjel (Dr. Poelsoord): woonhuis   | Kasteel, buitenplaats     | 1860/1880           | Wilhelm Wickop | Meerssenerweg 1     | 50° 52' 9" NB, 5° 43' 12" OL  | 506879 | Meer afbeeldingen           |
| Villa Kanjel (Dr. Poelsoord): koetshuis  | Bijgebouwen kastelen enz. | 1880                | Wilhelm Wickop | Meerssenerweg 1     | 50° 52' 10" NB, 5° 43' 15" OL | 506880 | Meer afbeeldingen           |
| Villa Kanjel (Dr. Poelsoord): parkaanleg | Tuin, park en plantsoen   | 1860-1900           | Jean Gindra    | Meerssenerweg bij 1 | 50° 52' 7" NB, 5° 43' 12" OL  | 506881 | Meer afbeeldingen           |
| Herenhoeve met binnenplaats              | Gebouw                    | 18e eeuw            |                | Meerssenerweg 11    | 50° 51' 55" NB, 5° 42' 50" OL | 27978  | Meer afbeeldingen           |
| Villa in eclectische stijl.              | Woonhuis                  | ca. 1900            |                | Meerssenerweg 166A  | 50° 51' 50" NB, 5° 42' 45" OL | 506672 | Villa in eclectische stijl. |

### Scharn
De buurt Scharn telt 25 rijksmonumenten. Daarvan bevinden er zich 15 aan de Wethouder van Caldenborghlaan. Zie daarvoor de Lijst van rijksmonumenten in Maastricht/Wethouder van Caldenborghlaan. Daarnaast kent de buurt nog 10 rijksmonumenten in andere straten. Hieronder een overzicht.
| Object | Oorspronkelijke functie? | Bouwjaar                         | Architect                      | Locatie                              | Coördinaten?                  | Nr.?   | Afbeelding                                                                             |
| --- | ------------------------ | -------------------------------- | ------------------------------ | ------------------------------------ | ----------------------------- | ------ | -------------------------------------------------------------------------------------- |
| Dienstwoningen, gelegen om een binnenplaats, deel uitmakend van het complex Withuishof | Gebouw                   | eerste kwart 19e eeuw            |                                | Bergerstraat 2, Amby                 | 50° 51' 11" NB, 5° 44' 13" OL | 28034  | Dienstwoningen, gelegen om een binnenplaats, deel uitmakend van het complex Withuishof |
| Withuishof | Gebouw                   | eerste kwart 19e eeuw            |                                | Bergerstraat 2-4, Amby               | 50° 51' 12" NB, 5° 44' 12" OL | 28035  | Meer afbeeldingen                                                                      |
| Hoeve in haakvorm, uit baksteen met lateiboogvensters in Naamse steen. Boven de ingang een zonnewijzer.                                                                                       | Boerderij                |                                  |                                | Bergerstraat 108, Scharn             | 50° 50' 59" NB, 5° 43' 27" OL | 28036  | Meer afbeeldingen                                                                      |
| Sint Antoniushoeve, om gesloten binnenplaats. | Boerderij                | 18e eeuw                         |                                | Bergerstraat 103-105                 | 50° 50' 59" NB, 5° 43' 29" OL | 28053  | Meer afbeeldingen                                                                      |
| Buitengoed, in haakvorm; van baksteen, mergel en baksteen met speklagen. | Gebouw                   | 18e eeuw - eerste helft 19e eeuw |                                | Bergerstraat 107, Scharn             | 50° 50' 58" NB, 5° 43' 26" OL | 28054  | Meer afbeeldingen                                                                      |
| Koepelkerk, R.K. Kerk H. Hart | Kerk en kerkonderdeel    | 1921-1953                        | Jos. Ritzen en Alphons Boosten | Heerderweg 1                         | 50° 50' 50" NB, 5° 42' 26" OL | 506644 | Meer afbeeldingen                                                                      |
| Bescherming betreft uitsluitend het poortgebouw en woonhuis, die met het belendende pand Burgemeester Cortensstraat 26 de gebouwen van het landhuis "Het Goedje" of "Huis te Scharen" vormen. | Kasteel, buitenplaats    |                                  |                                | Burgemeester Cortenstraat 24, Scharn | 50° 50' 43" NB, 5° 43' 40" OL | 28055  | Meer afbeeldingen                                                                      |
| Gepleisterd pand met verdieping, landhuis "Het Goedje" of "Huis te Scharen", 1788. | Kasteel, buitenplaats    | 1788                             |                                | Burgemeester Cortenstraat 26         | 50° 50' 43" NB, 5° 43' 40" OL | 28056  | Meer afbeeldingen                                                                      |
| Marechausseekazerne | Militair verblijfsgebouw | 1914                             |                                | Scharnerweg 101, Scharn              | 50° 50' 54" NB, 5° 42' 52" OL | 506682 | Meer afbeeldingen                                                                      |
| Sint Angelaschool | Onderwijs en wetenschap  | 1922                             | Alphons Boosten                | Scharnerweg 127, Scharn              | 50° 50' 54" NB, 5° 42' 45" OL | 506683 | Meer afbeeldingen                                                                      |

### Wyckerpoort
De buurt Wyckerpoort kent 3 rijksmonumenten (66 woningen). Zie hieronder een overzicht.
| Object                                                             | Oorspronkelijke functie? | Bouwjaar | Architect                 | Locatie                                                                                        | Coördinaten?                  | Nr.?   | Afbeelding                                                         |
| ------------------------------------------------------------------ | ------------------------ | -------- | ------------------------- | ---------------------------------------------------------------------------------------------- | ----------------------------- | ------ | ------------------------------------------------------------------ |
| Ambtenarenwoningen "Woningzorg", noordwestelijk blok (15 woningen) | Woonhuis                 | 1920-21  | V. Marres en W. Sandhövel | Meerssenerweg 319 e.v., Prof. Roerschstraat-noordzijde, Prof. Pieter Willemsstraat             | 50° 50' 57" NB, 5° 42' 26" OL | 506866 | Ambtenarenwoningen "Woningzorg", noordwestelijk blok (15 woningen) |
| Ambtenarenwoningen "Woningzorg", zuidoostelijk blok (11 woningen)  | Woonhuis                 | 1920-21  | V. Marres en W. Sandhövel | Scharnerweg 124 e.v., Prof. Pieter Willemsstraat-oostzijde                                     | 50° 50' 53" NB, 5° 42' 32" OL | 506867 | Ambtenarenwoningen "Woningzorg", zuidoostelijk blok (11 woningen)  |
| Ambtenarenwoningen "Woningzorg", zuidwestelijk blok (40 woningen)  | Woonhuis                 | 1920-21  | V. Marres en W. Sandhövel | Meerssenerweg 327 e.v., Prof. Roerschstraat-zuidzijde, Prof. Pieter Willemsstraat, Scharnerweg | 50° 50' 55" NB, 5° 42' 26" OL | 506865 | Meer afbeeldingen                                                  |

### Wittevrouwenveld
De buurt Wittevrouwenveld kent 5 rijksmonumenten. Hieronder een overzicht.
| Object                           | Oorspronkelijke functie? | Bouwjaar                           | Architect        | Locatie                     | Coördinaten?                  | Nr.?   | Afbeelding                  |
| -------------------------------- | ------------------------ | ---------------------------------- | ---------------- | --------------------------- | ----------------------------- | ------ | --------------------------- |
| Gemeenteflat                     | Woonhuis                 | 1948                               | F.C.J. Dingemans | Koningsplein 101A t/m 117G  | 50° 50' 57" NB, 5° 42' 42" OL | 530717 | Meer afbeeldingen           |
| Schakelstation Staatsmijnen      | Nutsbedrijf              | 1921 (schakelstation), 1924 (huis) | Alphons Boosten  | President Rooseveltlaan 215 | 50° 51' 3" NB, 5° 42' 41" OL  | 506721 | Schakelstation Staatsmijnen |
| Basisschool St.Theresia          | Onderwijs en wetenschap  | 1930                               | Frits Peutz      | President Rooseveltlaan 213 | 50° 51' 5" NB, 5° 42' 41" OL  | 506740 | Meer afbeeldingen           |
| Onze-Lieve-Vrouw-van-Lourdeskerk | Kerk en kerkonderdeel    | 1936-1937                          | Frits Peutz      | President Rooseveltlaan 211 | 50° 51' 7" NB, 5° 42' 43" OL  | 506680 | Meer afbeeldingen           |
| 't Sonnehuijs                    | Woonhuis                 | 1933                               | Frits Peutz      | Scharnerweg 104             | 50° 50' 56" NB, 5° 42' 50" OL | 506681 | Meer afbeeldingen           |

## Noordoost
In de wijk Noordoost bevinden zich 36 rijksmonumenten. Zie hieronder een overzicht.

### Borgharen
De Maastrichtse wijk Borgharen met daarin het gelijknamige dorp, kent de volgende 19 rijksmonumenten.
| Object | Oorspronkelijke functie?           | Bouwjaar                   | Architect      | Locatie                        | Coördinaten?                  | Nr.?   | Afbeelding |
| --- | ---------------------------------- | -------------------------- | -------------- | ------------------------------ | ----------------------------- | ------ | --- |
| Huis, met ingang en vensters in Naamse steen onder ontlastingsbogen. | Woonhuis                           | eerste helft 19e eeuw      |                | Bovenstraat 3, Borgharen       | 50° 52' 32" NB, 5° 41' 16" OL | 28045  | Huis, met ingang en vensters in Naamse steen onder ontlastingsbogen. |
| Voormalige watermolen. Klein gebouwtje van breuksteen en mergel. | Gebouw                             | 17e eeuw                   |                | Bovenstraat 12, Borgharen      | 50° 52' 27" NB, 5° 41' 21" OL | 28046  | Meer afbeeldingen |
| Maashof. Neoclassicistisch woonhuis met grote koetspoort, 1867. | Gebouw                             | 19e eeuw                   |                | Bovenstraat 35, Borgharen      | 50° 52' 25" NB, 5° 41' 27" OL | 28047  | Meer afbeeldingen |
| Grafstenen uit 1535 en 1720; hardstenen doopvont (15e eeuw) en twee klokken uit 1699 in de Sint-Corneliuskerk te Borgharen | Vanwege onderdelen kerk            | n.v.t.                     | n.v.t.         | Kerkstraat 10, Borgharen       | 50° 52' 38" NB, 5° 41' 19" OL | 28051  | Meer afbeeldingen |
| Schuifstuw Borgharen | Waterkering en -doorlaat           | 1929                       |                |                                | 50° 52' 9" NB, 5° 41' 55" OL  | 506744 | Meer afbeeldingen |
| Kasteel Borgharen | Kasteel, buitenplaats              |                            |                | Kasteelstraat 4, Borgharen     | 50° 52' 39" NB, 5° 41' 15" OL | 529989 | Meer afbeeldingen |
| Historische parkaanleg Kasteel Borgharen met omgracht kasteelterrein, singels en lanen | Tuin, park en plantsoen            |                            |                | Kasteelstraat bij 4, Borgharen | 50° 52' 39" NB, 5° 41' 13" OL | 529990 | Historische parkaanleg Kasteel Borgharen met omgracht kasteelterrein, singels en lanen |
| Toegangshek cour d'honneur Kasteel Borgharen | Erfscheiding                       | 1776                       | Mathias Soiron | Kasteelstraat bij 4, Borgharen | 50° 52' 41" NB, 5° 41' 12" OL | 529991 | Toegangshek cour d'honneur Kasteel Borgharen |
| Brug met twee bogen bij Kasteel Borgharen | Tuin, park en plantsoen            | 18e eeuw                   |                | Kasteelstraat bij 4, Borgharen | 50° 52' 41" NB, 5° 41' 12" OL | 529992 | Brug met twee bogen bij Kasteel Borgharen |
| Vier hardstenen tuinvazen in tuin Kasteel Borgharen | Tuin, park en plantsoen            | begin 20e eeuw             |                | Kasteelstraat bij 4, Borgharen | 50° 52' 41" NB, 5° 41' 11" OL | 529993 | Vier hardstenen tuinvazen in tuin Kasteel Borgharen |
| Ophaalbrug bij Kasteel Borgharen | Tuin, park en plantsoen            | eind 18e eeuw              |                | Kasteelstraat bij 4, Borgharen | 50° 52' 39" NB, 5° 41' 9" OL  | 529994 | Ophaalbrug bij Kasteel Borgharen |
| Tuinmuur van Kasteel Borgharen met pilaren en hek | Tuin, park en plantsoen            | 18e eeuw                   |                | Kasteelstraat bij 4, Borgharen | 50° 52' 39" NB, 5° 41' 8" OL  | 529995 | Tuinmuur van Kasteel Borgharen met pilaren en hek |
| Kademuren van slotgracht Kasteel Borgharen | Tuin, park en plantsoen            | 1669                       |                | Kasteelstraat bij 4, Borgharen | 50° 52' 39" NB, 5° 41' 13" OL | 529996 | Meer afbeeldingen |
| Poortgebouw met portierswoning bij Kasteel Borgharen | Bijgebouwen kastelen enz.          | 1897                       |                | Kasteelstraat bij 4, Borgharen | 50° 52' 39" NB, 5° 41' 16" OL | 529997 | Meer afbeeldingen |
| Kasteelhoeve van Kasteel Borgharen | Boerderij                          |                            |                | Kasteelstraat bij 4, Borgharen | 50° 52' 43" NB, 5° 41' 13" OL | 529998 | Kasteelhoeve van Kasteel Borgharen |
| Pachthoeve van Kasteel Borgharen | Boerderij                          |                            |                | Kasteelstraat 2, Borgharen     | 50° 52' 42" NB, 5° 41' 14" OL | 529999 | Meer afbeeldingen |
| Tuinmuur rondom de voormalige moestuin van Kasteel Borgharen | Tuin, park en plantsoen            |                            |                | Kasteelstraat bij 2, Borgharen | 50° 52' 43" NB, 5° 41' 16" OL | 530000 | Meer afbeeldingen |
| Wiegershof | Gebouw                             | 1793 e.v.                  | Mathias Soiron | Wiegershof 1                   | 50° 53' 2" NB, 5° 41' 51" OL  | 28052  | Meer afbeeldingen |
| Romeinse villa Borgharen-Pasestraat: terrein met daarin de restanten van een Romeins villacomplex, alsook sporen van Romeinse ambachtelijke activiteiten, een vroegmiddeleeuws inhumatiegrafveld en niet nader te definiëren bewoningssporen uit de IJzertijd. | Archeologisch monument Archeologie | IJzertijd tot middeleeuwen |                | Borgharen-Pasestraat           | 50° 53' 0" NB, 5° 41' 16" OL  | 530672 | Romeinse villa Borgharen-Pasestraat: terrein met daarin de restanten van een Romeins villacomplex, alsook sporen van Romeinse ambachtelijke activiteiten, een vroegmiddeleeuws inhumatiegrafveld en niet nader te definiëren bewoningssporen uit de IJzertijd. |

### Itteren
In de buurt Itteren bevinden zich onderstaande 5 rijksmonumenten.
| Object | Oorspronkelijke functie? | Bouwjaar                                                                      | Architect                     | Locatie                        | Coördinaten?                  | Nr.?   | Afbeelding        |
| --- | ------------------------ | ----------------------------------------------------------------------------- | ----------------------------- | ------------------------------ | ----------------------------- | ------ | ----------------- |
| Sint-Martinuskerk | Kerk en kerkonderdeel    | 1784                                                                          | M. Soiron                     | Brigidastraat 66               | 50° 53' 55" NB, 5° 41' 59" OL | 28079  | Meer afbeeldingen |
| Hartelstein, hoeve van een afgebroken kasteel | Kasteel, buitenplaats    | 17e-18e eeuw (gebouwen) laatste helft 18e eeuw (schuur) 1705 (toegang`spoort) |                               | Hartelstein 204                | 50° 54' 4" NB, 5° 42' 51" OL  | 28080  | Meer afbeeldingen |
| Brug over het Julianakanaal | Brug                     | 1931-1934                                                                     | Bruggenbureau Rijkswaterstaat | Klipperweg; over Julianakanaal | 50° 53' 44" NB, 5° 42' 57" OL | 506651 | Meer afbeeldingen |
| Bakstenen hoeve om gesloten binnenplaats. Puntgevel met speklagen. Aan de achterzijde bakstenen muur met speklagen. Ramen met natuurstenen omlijstingen. | Boerderij                | 18e eeuw                                                                      |                               | Pasestraat 34                  | 50° 53' 53" NB, 5° 41' 54" OL | 28083  | Meer afbeeldingen |
| Neoclassicistisch wegkapelletje. Inwendig altaar, afkomstig uit de parochiekerk.                                                                         | Kerk en kerkonderdeel    | Tweede helft 19e eeuw (kapel) / vierde kwart 18e eeuw (altaar)                |                               | Pasestraat                     | 50° 53' 42" NB, 5° 41' 44" OL | 28084  | Meer afbeeldingen |

### Meerssenhoven
In de buurt Meerssenhoven bevinden zich 20 rijksmonumenten. Daarvan bevinden er zich 8 aan de straat Weert. Zie daarvoor de Lijst van rijksmonumenten in Maastricht/Weert. Voor de overige 12 rijksmonumenten zie de tabel hieronder.
| Object | Oorspronkelijke functie?  | Bouwjaar        | Architect | Locatie               | Coördinaten?                  | Nr.?   | Afbeelding          |
| --- | ------------------------- | --------------- | --------- | --------------------- | ----------------------------- | ------ | ------------------- |
| Kasteel Meerssenhoven | Kasteel, buitenplaats     | 1743-1744       |           | Meerssenhoven 200     | 50° 53' 22" NB, 5° 43' 10" OL | 519509 | Meer afbeeldingen ` |
| Historische tuin- en parkaanleg behorende tot de buitenplaats Meerssenhoven. | Tuin, park en plantsoen   | 18e eeuw        |           | Meerssenhoven bij 200 | 50° 53' 19" NB, 5° 43' 12" OL | 519516 | Meer afbeeldingen   |
| Toegangsbrug met keermuren tussen nederhof en voorhof van kasteel Meerssenhoven | Tuin, park en plantsoen   | 18e eeuw        |           | Meerssenhoven bij 200 | 50° 53' 23" NB, 5° 43' 11" OL | 519520 | Meer afbeeldingen   |
| Koetshuis van kasteel Meerssenhoven | Bijgebouwen kastelen enz. | 18e eeuw        |           | Meerssenhoven bij 200 | 50° 53' 24" NB, 5° 43' 12" OL | 519521 | Meer afbeeldingen   |
| Bouwhuis van kasteel Meerssenhoven | Bijgebouwen kastelen enz. | 18e eeuw        |           | Meerssenhoven bij 200 | 50° 53' 24" NB, 5° 43' 9" OL  | 519522 | Meer afbeeldingen   |
| Poortgebouw met muren van kasteel Meerssenhoven | Bijgebouwen kastelen enz. | 18e eeuw        | M. Soiron | Meerssenhoven bij 200 | 50° 53' 24" NB, 5° 43' 10" OL | 519523 | Meer afbeeldingen   |
| Toegangsbrug tot buitengoed Meerssenhoven | Tuin, park en plantsoen   |                 |           | Meerssenhoven bij 200 | 50° 53' 25" NB, 5° 43' 10" OL | 519524 | Meer afbeeldingen   |
| Tuinvazen bij kasteel Meerssenhoven | Tuin, park en plantsoen   | 18e of 19e eeuw |           | Meerssenhoven bij 200 | 50° 53' 22" NB, 5° 43' 10" OL | 519525 | Meer afbeeldingen   |
| Achter het huis (van kasteel Meerssenhoven) ligt over de gracht een 19de-eeuwse brug met een eenvoudige ijzeren leuning voorzien van krulvormige steuners, die oorspronkelijk op de uitstekende houten jukken (thans niet meer aanwezig) waren bevestigd; gemetselde brughoofden.             | Tuin, park en plantsoen   | 19e eeuw        |           | Meerssenhoven bij 200 | 50° 53' 21" NB, 5° 43' 11" OL | 519526 | Meer afbeeldingen   |
| De dwarslaan van kasteel Meerssenhoven in de aanleg wordt aan de oostzijde afgesloten door een 19de-eeuws ijzeren spijlenhek tussen twee gemetselde pijlers. Het dubbele hek heeft met speerpunten bekroonde spijlen die boven de bovenste ligger in een punt naar elkaar toelopen; krulwerk. | Tuin, park en plantsoen   | 19e eeuw        |           | Meerssenhoven bij 200 | 50° 53' 15" NB, 5° 43' 16" OL | 519527 | Meer afbeeldingen   |
| Toegangshek tot Kasteel Meerssenhoven | Tuin, park en plantsoen   | 19e eeuw        |           | Meerssenhoven bij 200 | 50° 53' 25" NB, 5° 43' 14" OL | 519528 | Meer afbeeldingen   |

## Noordwest
De wijk Noordwest telt 31 rijksmonumenten verdeeld over de volgende buurten.

### Boschpoort
De buurt Boschpoort telt 25 rijksmonumenten(136 panden/objecten). Hieronder een overzicht.
| Object                                                                           | Oorspronkelijke functie? | Bouwjaar    | Architect                    | Locatie                              | Coördinaten?                  | Nr.?   | Afbeelding                                                                       |
| -------------------------------------------------------------------------------- | ------------------------ | ----------- | ---------------------------- | ------------------------------------ | ----------------------------- | ------ | -------------------------------------------------------------------------------- |
| Sluis Bosscherveld                                                               | Waterkering en -doorlaat | 1930        | O. Reich                     | Bosscherweg bij 101                  | 50° 51' 58" NB, 5° 41' 14" OL | 506743 | Meer afbeeldingen                                                                |
| Zes arbeiderswoningen in een asymmetrische straatwand                            | Woonhuis                 | 1935-1936   | A.J.N. Boosten               | Bosscherweg 201                      | 50° 51' 40" NB, 5° 41' 20" OL | 506847 | Zes arbeiderswoningen in een asymmetrische straatwand                            |
| Twaalf arbeiderswoningen in een vrijwel symmetrische straatwand                  | Woonhuis                 | 1935-1936   | A.J.N. Boosten               | Bosscherweg 213                      | 50° 51' 39" NB, 5° 41' 21" OL | 506848 | Upload foto                                                                      |
| Sluis 19                                                                         | Waterkering en -doorlaat | 1826 / 1929 |                              | Bosscherweg bij 36                   | 50° 51' 45" NB, 5° 41' 16" OL | 506874 | Meer afbeeldingen                                                                |
| Sluiswachterswoning Boschpoort                                                   | Dienstwoning             | ca. 1850    |                              | Bosscherweg 34a;b                    | 50° 51' 46" NB, 5° 41' 15" OL | 506875 | Sluiswachterswoning Boschpoort                                                   |
| Brugwachterswoning Boschpoort                                                    | Bedieningsgebouw         | 1850-1900   |                              | Bosscherweg 36                       | 50° 51' 45" NB, 5° 41' 16" OL | 506876 | Brugwachterswoning Boschpoort                                                    |
| Waterduiker Boschpoort                                                           | Waterweg, werf en haven  | 1867        |                              | Bosscherweg bij 34a;b                | 50° 51' 56" NB, 5° 41' 23" OL | 506877 | Waterduiker Boschpoort                                                           |
| Sint-Hubertuskerk                                                                | Kerk en kerkonderdeel    | 1924-1925   | Jules Kayser                 | Bosscherweg 161                      | 50° 51' 46" NB, 5° 41' 17" OL | 506627 | Meer afbeeldingen                                                                |
| Directeurswoning, in eclectische stijl met overwegende invloeden van Jugendstil. | Woonhuis                 | 1907        |                              | Bosscherweg 185                      | 50° 51' 42" NB, 5° 41' 19" OL | 506628 | Directeurswoning, in eclectische stijl met overwegende invloeden van Jugendstil. |
| Elf arbeiderswoningen in een symmetrische straatwand                             | Woonhuis                 | 1935-1936   | A.J.N. Boosten               | Van Eyckstraat 2                     | 50° 51' 42" NB, 5° 41' 26" OL | 506852 | Elf arbeiderswoningen in een symmetrische straatwand                             |
| Vijf arbeiderswoningen in een symmetrische straatwand                            | Woonhuis                 | 1935-1936   | A.J.N. Boosten               | Van Eyckstraat 12                    | 50° 51' 40" NB, 5° 41' 22" OL | 506853 | Vijf arbeiderswoningen in een symmetrische straatwand                            |
| Negen arbeiderswoningen in een symmetrische straatwand                           | Woonhuis                 | 1935-1936   | A.J.N. Boosten               | Frederic Stroekenstraat 1-9          | 50° 51' 39" NB, 5° 41' 23" OL | 506863 | Negen arbeiderswoningen in een symmetrische straatwand                           |
| Achttien arbeiderswoningen in een aaneengesloten straatwand                      | Woonhuis                 | 1935-1936   | A.J.N. Boosten te Maastricht | Gebroeders van Limburgstraat 14      | 50° 51' 39" NB, 5° 41' 25" OL | 506849 | Achttien arbeiderswoningen in een aaneengesloten straatwand                      |
| Twaalf arbeiderswoningen in symmetrische straatwand                              | Woonhuis                 | 1935-1936   | A.J.N. Boosten               | Gebroeders van Limburgstraat 1       | 50° 51' 41" NB, 5° 41' 28" OL | 506850 | Meer afbeeldingen                                                                |
| Zes arbeiderswoningen in een symmetrische straatwand                             | Woonhuis                 | 1935-1936   | A.J.N. Boosten               | Goltziusstraat 1                     | 50° 51' 42" NB, 5° 41' 24" OL | 506856 | Zes arbeiderswoningen in een symmetrische straatwand                             |
| Zeven arbeiderswoningen in een symmetrische straatwand                           | Woonhuis                 | 1935-1936   | A.J.N. Boosten               | Goltziusstraat 2                     | 50° 51' 41" NB, 5° 41' 23" OL | 506857 | Zeven arbeiderswoningen in een symmetrische straatwand                           |
| Zeven arbeiderswoningen in een symmetrische straatwand                           | Woonhuis                 | 1935-1936   | A.J.N. Boosten               | Goltziusstraat 13                    | 50° 51' 41" NB, 5° 41' 25" OL | 506858 | Zeven arbeiderswoningen in een symmetrische straatwand                           |
| Zes arbeiderswoningen in een symmetrische straatwand                             | Woonhuis                 | 1935-1936   | A.J.N. Boosten               | Goltziusstraat 16                    | 50° 51' 40" NB, 5° 41' 24" OL | 506859 | Zes arbeiderswoningen in een symmetrische straatwand                             |
| Twee halfvrijstaande arbeiderswoningen                                           | Woonhuis                 | 1935-1936   | A.J.N. Boosten               | Goltziusstraat 28                    | 50° 51' 39" NB, 5° 41' 27" OL | 506860 | Upload foto                                                                      |
| Twee halfvrijstaande arbeiderswoningen                                           | Woonhuis                 | 1935-1936   | A.J.N. Boosten               | Goltziusstraat 27                    | 50° 51' 39" NB, 5° 41' 27" OL | 506861 | Twee halfvrijstaande arbeiderswoningen                                           |
| Zeven arbeiderswoningen in een symmetrische straatwand                           | Woonhuis                 | 1935-1936   | A.J.N. Boosten               | Henri Du Montstraat 2                | 50° 51' 42" NB, 5° 41' 28" OL | 506851 | Zeven arbeiderswoningen in een symmetrische straatwand                           |
| Zeven arbeiderswoningen in een symmetrische straatwand                           | Woonhuis                 | 1935-1936   | A.J.N. Boosten               | Lodewijk de Bisschopstraat 2         | 50° 51' 41" NB, 5° 41' 26" OL | 506854 | Zeven arbeiderswoningen in een symmetrische straatwand                           |
| Zeven arbeiderswoningen in een symmetrische straatwand                           | Woonhuis                 | 1935-1936   | A.J.N. Boosten               | Lodewijk de Bisschopstraat 1         | 50° 51' 42" NB, 5° 41' 27" OL | 506855 | Zeven arbeiderswoningen in een symmetrische straatwand                           |
| Sint-Alphonsusschool                                                             | Onderwijs en wetenschap  | 1927        | Jules Kayser                 | Pastoor Moormanstraat 80, Boschpoort | 50° 51' 48" NB, 5° 41' 23" OL | 506673 | Sint-Alphonsusschool                                                             |
| Vier arbeiderswoningen                                                           | Woonhuis                 | 1935-1936   | A.J.N. Boosten               | Voedingskanaalweg 21                 | 50° 51' 41" NB, 5° 41' 22" OL | 506862 | Vier arbeiderswoningen                                                           |

### Bosscherveld
De buurt Bosscherveld telt 2 rijksmonumenten. Hieronder een overzicht.
| Object        | Oorspronkelijke functie?  | Bouwjaar  | Architect     | Locatie         | Coördinaten?                  | Nr.?   | Afbeelding        |
| ------------- | ------------------------- | --------- | ------------- | --------------- | ----------------------------- | ------ | ----------------- |
| Cokesfabriek  | Industrie                 | 1912      | J.G. Wiebenga | Cabergerweg 45  | 50° 51' 25" NB, 5° 40' 52" OL | 506632 | Meer afbeeldingen |
| Fort Willem I | Fort, vesting en -onderdl | 1816-1819 |               | Kastanjelaan 50 | 50° 51' 27" NB, 5° 40' 37" OL | 28018  | Meer afbeeldingen |

### Frontenkwartier
De buurt Frontenkwartier telt 1 rijksmonument. Hieronder een overzicht.
| Object              | Oorspronkelijke functie? | Bouwjaar | Architect                | Locatie                      | Coördinaten?                  | Nr.?  | Afbeelding        |
| ------------------- | ------------------------ | -------- | ------------------------ | ---------------------------- | ----------------------------- | ----- | ----------------- |
| Linie van Du Moulin | Kazemat                  | 18e eeuw | Carel Diederik du Moulin | Hoge Fronten NW Statensingel | 50° 51' 11" NB, 5° 40' 44" OL | 18172 | Meer afbeeldingen |

### Lanakerveld
De buurt Lanakerveld telt 3 rijksmonumenten. Hieronder een overzicht.
| Object                                      | Oorspronkelijke functie? | Bouwjaar      | Architect | Locatie                                | Coördinaten?                  | Nr.?   | Afbeelding                                  |
| ------------------------------------------- | ------------------------ | ------------- | --------- | -------------------------------------- | ----------------------------- | ------ | ------------------------------------------- |
| Spoorbrug                                   | Brug                     | 1854-1856     | J.A. Kool | Brusselseweg bij 691                   | 50° 52' 37" NB, 5° 40' 23" OL | 506631 | Spoorbrug                                   |
| Pand, onder een zadeldak met de nrs 4 en 5. | Woonhuis                 | 1780 (ankers) |           | Kantoorweg 3, Oud-Caberg (Lanakerveld) | 50° 52' 44" NB, 5° 40' 19" OL | 27959  | Pand, onder een zadeldak met de nrs 4 en 5. |
| Pand onder een zadeldak met het nr 3.       | Gebouw                   | 1780 (ankers) |           | Kantoorweg 4, Oud-Caberg (Lanakerveld) | 50° 52' 45" NB, 5° 40' 19" OL | 27960  | Pand onder een zadeldak met het nr 3.       |

## West
De wijk Maastricht-West telt 28 rijksmonumenten verdeeld over de volgende buurten.

### Belfort
De buurt Belfort kent 1 rijksmonument. Hieronder een overzicht.
| Object             | Oorspronkelijke functie? | Bouwjaar | Architect | Locatie        | Coördinaten?                  | Nr.?  | Afbeelding        |
| ------------------ | ------------------------ | -------- | --------- | -------------- | ----------------------------- | ----- | ----------------- |
| Hoeve De Hazendans | Boerderij                | 1783     |           | Heserstraat 20 | 50° 50' 51" NB, 5° 39' 12" OL | 27952 | Meer afbeeldingen |

### Brusselsepoort
De buurt Brusselsepoort kent 4 rijksmonumenten. Hieronder een overzicht.
| Object                              | Oorspronkelijke functie?  | Bouwjaar  | Architect              | Locatie                 | Coördinaten?                  | Nr.?   | Afbeelding        |
| ----------------------------------- | ------------------------- | --------- | ---------------------- | ----------------------- | ----------------------------- | ------ | ----------------- |
| Rijkshogeschool Maastricht          | Klooster, kloosteronderdl | 1932      | A. Swinkels            | Brusselseweg 150        | 50° 51' 15" NB, 5° 40' 19" OL | 506630 | Meer afbeeldingen |
| Pastorie St. Lambertuskerk          | Kerkelijke dienstwoning   | 1911      |                        | Pastoor Habetsstraat 48 | 50° 51' 1" NB, 5° 40' 36" OL  | 506892 | Meer afbeeldingen |
| Dubbele kapelanie St. Lambertuskerk | Kerkelijke dienstwoning   | 1925-1926 | Hubert van Groenendael | Sint Odastraat 1        | 50° 51' 0" NB, 5° 40' 34" OL  | 506893 | Meer afbeeldingen |
| Kapelanie St. Lambertuskerk         | Kerkelijke dienstwoning   | 1930-31   | Ir. A. Swinkels        | Sint Odastraat 2        | 50° 51' 2" NB, 5° 40' 35" OL  | 506894 | Meer afbeeldingen |

### Daalhof
De buurt Daalhof telt 11 rijksmonumenten. Deze bevinden zich allemaal op de Algemene Begraafplaats Tongerseweg. Zie voor een overzicht van deze monumenten de Lijst van rijksmonumenten aan de Tongerseweg.

### Mariaberg
In de buurt Mariaberg bevinden zich 7 rijksmonumenten. Voor een beschrijving van het rijksmonument Tongerseweg 252, zie de Lijst van rijksmonumenten in Maastricht/Tongerseweg. Hieronder een overzicht van de overige 6 rijksmonumenten in deze buurt.
| Object | Oorspronkelijke functie? | Bouwjaar  | Architect              | Locatie               | Coördinaten?                  | Nr.?   | Afbeelding |
| --- | ------------------------ | --------- | ---------------------- | --------------------- | ----------------------------- | ------ | --- |
| St. Lambertuskerk | Kerk en kerkonderdeel    | 1914-1916 | Hubert van Groenendael | Koningin Emmaplein 7  | 50° 51' 14" NB, 5° 40' 60" OL | 506891 | Meer afbeeldingen |
| Voormalig tramstation | Transport                | 1894      |                        | Koningin Emmaplein 10 | 50° 50' 57" NB, 5° 40' 38" OL | 506638 | Meer afbeeldingen |
| Lagerkelders de Zwarte Ridder                                                                                            | Industrie                | na 1871   |                        | Sint Annalaan 23      | 50° 50' 54" NB, 5° 40' 28" OL | 506739 | Lagerkelders de Zwarte Ridder                                                                                            |
| Directievilla De Zwarte Ruiter.                                                                                          | Woonhuis                 | 1890      |                        | Sint Annalaan 21      | 50° 50' 56" NB, 5° 40' 30" OL | 506615 | Meer afbeeldingen |
| Katholieke school in zakelijk expressionistische stijl, in opdracht van het schoolbestuur van de Sint Lambertusparochie. | Onderwijs en wetenschap  | 1929      | A.H.J. Swinkels        | Volksbondweg 2        | 50° 50' 51" NB, 5° 40' 36" OL | 506724 | Katholieke school in zakelijk expressionistische stijl, in opdracht van het schoolbestuur van de Sint Lambertusparochie. |
| Negen eclectische woningen, gebouwd in opdracht van de woningbouwvereniging St. Servatius                                | Woonhuis                 | 1918      | J.H.H. van Groenendael | Volksplein 4          | 50° 50' 52" NB, 5° 40' 35" OL | 506694 | Negen eclectische woningen, gebouwd in opdracht van de woningbouwvereniging St. Servatius                                |

### Oud-Caberg
De buurt Oud-Caberg telt 5 rijksmonumenten. Hieronder een overzicht.
| Object | Oorspronkelijke functie? | Bouwjaar               | Architect | Locatie                       | Coördinaten?                  | Nr.?  | Afbeelding |
| --- | ------------------------ | ---------------------- | --------- | ----------------------------- | ----------------------------- | ----- | --- |
| Hoeve. Schuur blijkens poortsluitsteen uit 1892.                                                                                        | Boerderij                | laatste helft 19e eeuw |           | Van Akenweg 80, Oud-Caberg    | 50° 51' 59" NB, 5° 39' 56" OL | 27931 | Hoeve. Schuur blijkens poortsluitsteen uit 1892.                                                                                        |
| Grote Hoeve, vroeger leen van Pietersheim.                                                                                              | Kasteel, buitenplaats    | eerste helft 19e eeuw  |           | Van Akenweg 83-85, Oud-Caberg | 50° 51' 57" NB, 5° 39' 59" OL | 27932 | Grote Hoeve, vroeger leen van Pietersheim.                                                                                              |
| Hoeve. Poort, 1749, met geblokte pilasters. Woonhuis links en schuur rechts van poort, gedeeltelijk met speklagen. Tuinmuur van mergel. | Boerderij                | eerste helft 18e eeuw  |           | Van Akenweg 84-86, Oud-Caberg | 50° 52' 2" NB, 5° 39' 54" OL  | 27933 | Hoeve. Poort, 1749, met geblokte pilasters. Woonhuis links en schuur rechts van poort, gedeeltelijk met speklagen. Tuinmuur van mergel. |
| Hoeve, gedeeltelijk van mergel. | Boerderij                | 18e eeuw               |           | Van Akenweg 101, Oud-Caberg   | 50° 52' 2" NB, 5° 39' 50" OL  | 27934 | Hoeve, gedeeltelijk van mergel. |
| Hoeve met bakhuisje. | Boerderij                | 18e eeuw               |           | Van Akenweg 107               | 50° 52' 5" NB, 5° 39' 46" OL  | 27935 | Meer afbeeldingen |

## Zuidoost
De wijk Maastricht-Zuidoost telt 13 rijksmonumenten verdeeld over de volgende buurten.

### Heer
In de buurt Heer bevinden zich 6 rijksmonumenten. Hieronder een overzicht.
| Object                                                                     | Oorspronkelijke functie? | Bouwjaar                                          | Architect       | Locatie                  | Coördinaten?                  | Nr.?   | Afbeelding                                                                 |
| -------------------------------------------------------------------------- | ------------------------ | ------------------------------------------------- | --------------- | ------------------------ | ----------------------------- | ------ | -------------------------------------------------------------------------- |
| De Burght van Heer                                                         | Kasteel, buitenplaats    | Begin 14e eeuw/1776                               |                 | Burghtstraat 5, Heer     | 50° 50' 13" NB, 5° 43' 12" OL | 28057  | Meer afbeeldingen                                                          |
| Sint-Petrus' Bandenkerk                                                    | Kerk en kerkonderdeel    | 1905                                              | Caspar Franssen | Dorpstraat 78, Heer      | 50° 50' 26" NB, 5° 43' 37" OL | 506637 | Meer afbeeldingen                                                          |
| Pastorie, tegen de Oude Kerk; bestaat ten dele uit baksteen met speklagen. | Gebouw                   | 17e eeuw (gewijzigd 18e en 19e eeuw)              |                 | Oude Kerkstraat 10, Heer | 50° 50' 24" NB, 5° 43' 36" OL | 28058  | Pastorie, tegen de Oude Kerk; bestaat ten dele uit baksteen met speklagen. |
| Oude Kerk, in 1917 ingericht tot school. Fragment van Westtoren.           | Kerk en kerkonderdeel    | 1788-1789                                         |                 | Oude Kerkstraat 12, Heer | 50° 50' 24" NB, 5° 43' 35" OL | 28059  | Meer afbeeldingen                                                          |
| Hoeve De Croon                                                             | Gebouw                   | 1738 (hoeve) en tweede helft 18e eeuw (koetshuis) |                 | Rijksweg 10, Heer        | 50° 50' 10" NB, 5° 43' 33" OL | 28060  | Meer afbeeldingen                                                          |
| Huis Eyll                                                                  | Gebouw                   | laatste helft 18e eeuw                            |                 | Rijksweg 12              | 50° 50' 9" NB, 5° 43' 32" OL  | 28061  | Meer afbeeldingen                                                          |

### Heugem
In de buurt Heugem bevinden zich 2 rijksmonumenten. Hieronder een overzicht.
| Object                                       | Oorspronkelijke functie? | Bouwjaar               | Architect | Locatie                           | Coördinaten?                  | Nr.?  | Afbeelding        |
| -------------------------------------------- | ------------------------ | ---------------------- | --------- | --------------------------------- | ----------------------------- | ----- | ----------------- |
| Toren Sint-Michaëlkerk met ingangsomlijsting | Kerk en kerkonderdeel    | 18e eeuw (toren)       |           | Heugemer Pastoorstraat 15, Heugem | 50° 49' 46" NB, 5° 42' 14" OL | 27953 | Meer afbeeldingen |
| Huis Hoogenweerth                            | Gebouw                   | laatste kwart 17e eeuw |           | Hoge Weerd 2, Heugem              | 50° 49' 19" NB, 5° 42' 1" OL  | 28085 | Meer afbeeldingen |

### Vroendaal
De buurt Vroendaal kent 3 rijksmonumenten. Hieronder een overzicht.
| Object                   | Oorspronkelijke functie?    | Bouwjaar  | Architect         | Locatie             | Coördinaten?                  | Nr.?   | Afbeelding        |
| ------------------------ | --------------------------- | --------- | ----------------- | ------------------- | ----------------------------- | ------ | ----------------- |
| Torenmolen van Gronsveld | Industrie- en poldermolen   | 1618-1623 |                   | Rijksweg 90         | 50° 49' 28" NB, 5° 43' 46" OL | 28086  | Meer afbeeldingen |
| Opveld                   | Klooster, kloosteronderdeel | 18e eeuw  |                   | Veldstraat 20       | 50° 50' 10" NB, 5° 43' 42" OL | 28063  | Meer afbeeldingen |
| Kloosterkapel Opveld     | Klooster, kloosteronderdl   | 1910      | Theophile van Kan | Veldstraat 20, Heer | 50° 50' 10" NB, 5° 43' 42" OL | 506693 | Meer afbeeldingen |

### Randwyck
In de buurt Randwyck bevinden zich 2 rijksmonumenten. Hieronder een overzicht.
| Object                                                                                               | Oorspronkelijke functie?  | Bouwjaar               | Architect | Locatie                                        | Coördinaten?                  | Nr.?  | Afbeelding                                                                                           |
| --- | ------------------------- | ---------------------- | --------- | ---------------------------------------------- | ----------------------------- | ----- | --- |
| Voormalig bastion Randwyck: boven- en ondergrondse resten (naamsteen in de hal van het Gouvernement) | Fort, vesting en -onderdl | eerste kwart 18e eeuw  |           | Gouvernementspad, tussen provinciehuis en Maas | 50° 50' 24" NB, 5° 42' 5" OL  | 28025 | Voormalig bastion Randwyck: boven- en ondergrondse resten (naamsteen in de hal van het Gouvernement) |
| Vogelzang                                                                                            | Boerderij                 | laatste kwart 18e eeuw |           | Vogelzang 6                                    | 50° 49' 32" NB, 5° 42' 57" OL | 28087 | Meer afbeeldingen                                                                                    |

## Zuidwest
De wijk Maastricht-Zuidwest telt 85 rijksmonumenten verdeeld over de volgende buurten.

### Biesland
In de wijk Biesland bevinden zich 10 rijksmonumenten. Voor de voormalige tabaksfabriek en de kweekschool van de Broeders van Maastricht, respectievelijk Tongerseweg 57 en 135, zie de Lijst van rijksmonumenten in Maastricht/Tongerseweg. Zie ook de Lijst van rijksmonumenten in Maastricht/Cannerweg, waarvan zich 7 rijksmonumenten in de buurt Biesland bevinden. Daarnaast bevindt zich nog 1 rijksmonument in deze buurt. Hieronder een overzicht.
| Object          | Oorspronkelijke functie?  | Bouwjaar | Architect | Locatie     | Coördinaten?                  | Nr.?  | Afbeelding        |
| --------------- | ------------------------- | -------- | --------- | ----------- | ----------------------------- | ----- | ----------------- |
| Bastion Waldeck | Fort, vesting en -onderdl | 16e eeuw |           | Waldeckpark | 50° 50' 37" NB, 5° 40' 51" OL | 28020 | Meer afbeeldingen |

### Campagne
In de buurt Campagne bevinden zich 2 rijksmonumenten, namelijk twee woningen aan de Tongerseweg 231 en 241. Zie voor een beschrijving van deze monumenten de Lijst van rijksmonumenten in Maastricht/Tongerseweg.

### Sint Pieter
In de wijk Sint Pieter bevinden zich 30 rijksmonumenten. Daarvan bevinden er zich 10 aan de Cannerweg en 1 aan de Lage Kanaaldijk. Zie daarvoor de Lijst van rijksmonumenten in Maastricht/Cannerweg en de Lijst van rijksmonumenten in Maastricht/Lage Kanaaldijk. Daarnaast kent de buurt Sint Pieter nog 19 rijksmonumenten aan andere straten. Hieronder een overzicht.
| Object                                                                             | Oorspronkelijke functie?  | Bouwjaar                       | Architect                    | Locatie                            | Coördinaten?                  | Nr.?   | Afbeelding                                                                         |
| ---------------------------------------------------------------------------------- | ------------------------- | ------------------------------ | ---------------------------- | ---------------------------------- | ----------------------------- | ------ | ---------------------------------------------------------------------------------- |
| Huisje van mergel.                                                                 | Gebouw                    |                                |                              | Jekermolenweg 70                   | 50° 50' 4" NB, 5° 40' 31" OL  | 27126  | Meer afbeeldingen                                                                  |
| Pand dat deel uitmaakt van schilderachtige huizengroep van mergel                  | Gebouw                    |                                |                              | Jekermolenweg 80                   | 50° 50' 5" NB, 5° 40' 30" OL  | 27955  | Meer afbeeldingen                                                                  |
| Molen van Lombok                                                                   | Industrie- en poldermolen | ca. 1500                       |                              | Jekermolenweg 84                   | 50° 50' 4" NB, 5° 40' 28" OL  | 27956  | Meer afbeeldingen                                                                  |
| Schilderachtige groep huizen van mergel                                            | Woonhuis                  |                                |                              | Jekermolenweg 82                   | 50° 50' 5" NB, 5° 40' 28" OL  | 27957  | Schilderachtige groep huizen van mergel                                            |
| Kasteelruïne Lichtenberg                                                           | Gebouw                    | 1212                           |                              | Lichtenbergweg 2, Sint Pieter      | 50° 49' 21" NB, 5° 41' 39" OL | 27976  | Meer afbeeldingen                                                                  |
| Sint-Rochuskapel                                                                   | Kerk en kerkonderdeel     | 1888                           |                              | Lichtenbergweg (Sint-Pietersberg)  | 50° 48' 49" NB, 5° 41' 20" OL | 28030  | Meer afbeeldingen                                                                  |
| Fort Sint Pieter                                                                   | Fort, vesting en -onderdl | 1701-1702                      |                              | Luikerweg 80                       | 50° 50' 14" NB, 5° 41' 5" OL  | 28023  | Meer afbeeldingen                                                                  |
| Koetshuis van Villa Canne                                                          | Bijgebouwen kastelen enz. | 1886                           |                              | Mergelweg 363                      | 50° 49' 41" NB, 5° 40' 31" OL | 506307 | Meer afbeeldingen                                                                  |
| Villa Canne                                                                        | Kasteel, buitenplaats     | 1850                           | Sandhövel (uitbreiding 1920) | Mergelweg 454                      | 50° 49' 41" NB, 5° 40' 26" OL | 506308 | Meer afbeeldingen                                                                  |
| Hoeve Nekum                                                                        | Gebouw                    | Ca. 1600                       |                              | Nekummerweg 31                     | 50° 49' 41" NB, 5° 40' 15" OL | 27950  | Meer afbeeldingen                                                                  |
| Natuurstenen muur aan de oostelijke oever van de Jeker met poort van Naamse steen. | Gebouw                    | eerste helft 18e eeuw          |                              | Nekummerweg bij 20                 | 50° 49' 43" NB, 5° 40' 22" OL | 27979  | Natuurstenen muur aan de oostelijke oever van de Jeker met poort van Naamse steen. |
| Nekummermolen                                                                      | Industrie- en poldermolen | 1869                           |                              | Nekummerweg 25                     | 50° 49' 42" NB, 5° 40' 20" OL | 506305 | Meer afbeeldingen                                                                  |
| Koetshuis van Villa Canne                                                          | Bijgebouwen kastelen enz. | 1905                           |                              | Nekummerweg 19                     | 50° 49' 42" NB, 5° 40' 23" OL | 506306 | Meer afbeeldingen                                                                  |
| St. Servatiusbron                                                                  | Gebouw                    | reeds gemeld in 1595           |                              | St. Servatiusbron                  | 50° 49' 59" NB, 5° 40' 12" OL | 27941  | Meer afbeeldingen                                                                  |
| Casino-Sociëteit Slavante                                                          | Horeca                    | 1840                           |                              | Slavante 1                         | 50° 49' 31" NB, 5° 41' 43" OL | 506684 | Meer afbeeldingen                                                                  |
| Muurrestanten van het voormalig klooster Slavante op de Sint Pietersberg           | Gebouw                    | 1666 (schouw) 1681 (voorgevel) |                              | Slavante, Sint Pieter              | 50° 51' 42" NB, 5° 42' 3" OL  | 27975  | Meer afbeeldingen                                                                  |
| Apostelhoeve                                                                       | Boerderij                 | begin 16e eeuw                 |                              | Susserweg 201                      | 50° 49' 46" NB, 5° 39' 51" OL | 27986  | Meer afbeeldingen                                                                  |
| De Tombe (motte)                                                                   | Fort, vesting en -onderdl |                                |                              | Tombe op westrand Sint Pietersberg | 50° 49' 35" NB, 5° 40' 38" OL | 28021  | Meer afbeeldingen                                                                  |
| Hoeve "De Zonneberg"                                                               | Boerderij                 | 19e eeuw                       |                              | Zonnebergweg 10                    | 50° 49' 39" NB, 5° 41' 27" OL | 27993  | Meer afbeeldingen                                                                  |

### Villapark
De buurt Villapark telt 37 rijksmonumenten (bestaande uit 41 panden/objecten). Daarvan liggen er 15 aan de Lage Kanaaldijk en 6 aan de Sint Lambertuslaan. Zie daarvoor de Lijst van rijksmonumenten in Maastricht/Lage Kanaaldijk en de Lijst van rijksmonumenten in Maastricht/Sint Lambertuslaan. Daarnaast kent de buurt Villapark nog 12 rijksmonumenten aan andere straten. Hieronder een overzicht.
| Object | Oorspronkelijke functie? | Bouwjaar           | Architect                      | Locatie                                              | Coördinaten?                  | Nr.?   | Afbeelding |
| --- | ------------------------ | ------------------ | ------------------------------ | ---------------------------------------------------- | ----------------------------- | ------ | --- |
| Villa Lhoest | Woonhuis                 | 1884               | Rémont & Fils                  | Blekerij 52                                          | 50° 50' 27" NB, 5° 41' 53" OL | 506622 | Meer afbeeldingen |
| Halfvrijstaand dubbel herenhuis op de westelijke oever van de Maas, gebouwd in functionalistische stijl.              | Woonhuis                 | 1932-1933          | J.H.A. Huysmans                | Blekerij 62a-b                                       | 50° 50' 26" NB, 5° 41' 52" OL | 506623 | Meer afbeeldingen |
| Huis, verhoogd 19e eeuw. Ingang in Naamse steen.                                                                      | Gebouw                   | 18e eeuw           |                                | Blekerij 50                                          | 50° 50' 28" NB, 5° 41' 53" OL | 27938  | Huis, verhoogd 19e eeuw. Ingang in Naamse steen.                                                                      |
| Pand met brede voorgevel op het midden bekroond door een fronton.                                                     | Woonhuis                 |                    |                                | Burgemeester Ceulenstraat 80, Villapark-Sint Pieter  | 50° 50' 11" NB, 5° 41' 33" OL | 27939  | Meer afbeeldingen |
| De Winhof, grotendeels uit mergel gebouwde hoeve om een gesloten binnenplaats.                                        | Boerderij                | 18e en 19e eeuw    |                                | Burgemeester Ceulenstraat 80A, Villapark-Sint Pieter | 50° 50' 10" NB, 5° 41' 33" OL | 27940  | Meer afbeeldingen |
| Drie eclectische middenstandswoningen met elementen van art nouveau, gesitueerd in de gesloten wand van de Glacisweg. | Woonhuis                 | 1908               |                                | Glacisweg 15-17-19                                   | 50° 50' 24" NB, 5° 41' 32" OL | 506639 | Drie eclectische middenstandswoningen met elementen van art nouveau, gesitueerd in de gesloten wand van de Glacisweg. |
| Drie expressionistische herenhuizen onder één kap.                                                                    | Woonhuis                 | 1929-1930          | Alphons Boosten                | Graaf van Waldeckstraat 18                           | 50° 50' 28" NB, 5° 41' 39" OL | 506727 | Drie expressionistische herenhuizen onder één kap.                                                                    |
| Herenhuis in een door de art nouveau beïnvloede eclectische bouwstijl.                                                | Woonhuis                 | 1907-1908          | C.L.J. Hoogenstraaten          | Prins Bisschopsingel 17                              | 50° 50' 30" NB, 5° 41' 26" OL | 506621 | Herenhuis in een door de art nouveau beïnvloede eclectische bouwstijl.                                                |
| Sint-Pieter boven | Kerk en kerkonderdeel    | 1872-1875          | Johannes Kayser                | Ursulinenweg 2, Sint Pieter                          | 50° 49' 52" NB, 5° 41' 36" OL | 27992  | Meer afbeeldingen |
| Villa Maaszicht | Woonhuis                 | 1873               | Albert Slootmaekers s.j.       | Ursulinenweg 3, Sint Pieter                          | 50° 49' 45" NB, 5° 41' 41" OL | 506691 | Meer afbeeldingen |
| Lourdesgrot Sint Pieter                                                                                               | Kapel                    | 1874, 1880 of 1890 |                                | Ursulinenweg bij 3, Sint Pieter                      | 50° 49' 44" NB, 5° 41' 39" OL | 506692 | Meer afbeeldingen |
| Sint-Pieter beneden                                                                                                   | Kerk en kerkonderdeel    | 1938-1939          | Willem Sprenger en Frits Peutz | Sint Willibrordusstraat 12                           | 50° 50' 21" NB, 5° 41' 34" OL | 506700 | Meer afbeeldingen |

### Wolder
De buurt Wolder telt 6 rijksmonumenten. Hieronder een overzicht.
| Object | Oorspronkelijke functie? | Bouwjaar                            | Architect         | Locatie                       | Coördinaten?                  | Nr.?  | Afbeelding                                       |
| --- | ------------------------ | ----------------------------------- | ----------------- | ----------------------------- | ----------------------------- | ----- | ------------------------------------------------ |
| Sint-Petrus-en-Pauluskerk (Wolder) | Kerk en kerkonderdeel    | 1896-1898                           | Louis A.J Keuller | Pletzerstraat, Wolder         | 50° 50' 6" NB, 5° 39' 16" OL  | 27980 | Meer afbeeldingen                                |
| Hoeve om open binnenplaats. Woonhuis, opgetrokken van mergel met o.a. lateiboogvensters in Naamse steen.                                                                                        | Boerderij                | eerste kwart 19e eeuw               |                   | Pletzersstraat 10, Wolder     | 50° 50' 3" NB, 5° 39' 22" OL  | 27981 | Meer afbeeldingen                                |
| Hoeve om binnenplaats. Het woonhuis uit mergel heeft aan de straat een topgevel met gevelsteen.                                                                                                 | Boerderij                | 1714                                |                   | Pletzersstraat 14, Wolder     | 50° 50' 2" NB, 5° 39' 25" OL  | 27982 | Meer afbeeldingen                                |
| Poortgebouw van mergel, op trapeziumvormige grondslag, afgedekt met een zadeldak. Ellipsboogpoort in baksteen.                                                                                  | Boerderij                |                                     |                   | Pletzersstraat bij 15, Wolder | 50° 50' 2" NB, 5° 39' 26" OL  | 27983 | Meer afbeeldingen                                |
| Hoeve om binnenplaats. Poortgebouw van mergel onder een zadeldak, met duivenslag en poortomlijsting van Naamse steen. Woonhuis van mergel. De haaks hierop gelegen schuur, eveneens uit mergel. | Boerderij                | tweede helft 18e eeuw 1771 (schuur) |                   | Pletzersstraat 40, Wolder     | 50° 49' 58" NB, 5° 39' 31" OL | 27984 | Meer afbeeldingen                                |
| Bakhuis van mergel met in de topgevel een steen. | Boerderij                | 1777                                |                   | Pletzersstraat bij 44, Wolder | 50° 49' 57" NB, 5° 39' 32" OL | 27985 | Bakhuis van mergel met in de topgevel een steen. |